# Abbaye de Villers
L'abbaye de Villers, dont le nom canonique est « abbaye de Villers-en-Brabant », parfois improprement appelée « abbaye de Villers-la-Ville », est une abbaye de l'ordre de Cîteaux ayant existé entre 1146 et la Révolution française.
Elle est située près de Villers-la-Ville, en Brabant wallon (Belgique).
Fondée dans la vallée de la Thyle par Bernard de Clairvaux, cette abbaye était l'une des premières filles de l'abbaye de Clairvaux. Elle fut très tôt protégée par les ducs de Brabant et ainsi rapidement féconde. Le XIIIe siècle marque son apogée. Entre les XIVe et XVIIe siècles, l'abbaye a connu une succession de périodes calmes et troublées, durant lesquelles les moines ont quitté les lieux à neuf reprises pour raisons d'insécurité. Au XVIIIe siècle, l'abbaye a connu son second âge d'or, marqué par une grande ébullition architecturale. Après la Révolution française, la communauté monastique a dû se disperser, puis l'abbaye fut vendue comme bien national.
Au XIXe siècle, l'ancienne abbaye de Villers devenue lieu de visite romantique et pittoresque a connu dégradations et restaurations. L'État belge a alors procédé à son expropriation en 1892 pour y entamer un important chantier de restauration, interrompu par la Première Guerre mondiale et repris ponctuellement ensuite. Classé en 1972, le site fait l'objet d'une nouvelle campagne de consolidation des ruines de 1984 à 2000 et de nouveaux aménagements touristiques y ont été réalisés entre 2010 et 2017.
Les ruines appartiennent désormais à la Région wallonne, relevant du patrimoine majeur de Wallonie. La gestion du site est confiée à une association sans but lucratif, qui organise depuis 1987 des représentations théâtrales, des expositions et autres manifestations.

## Géographie

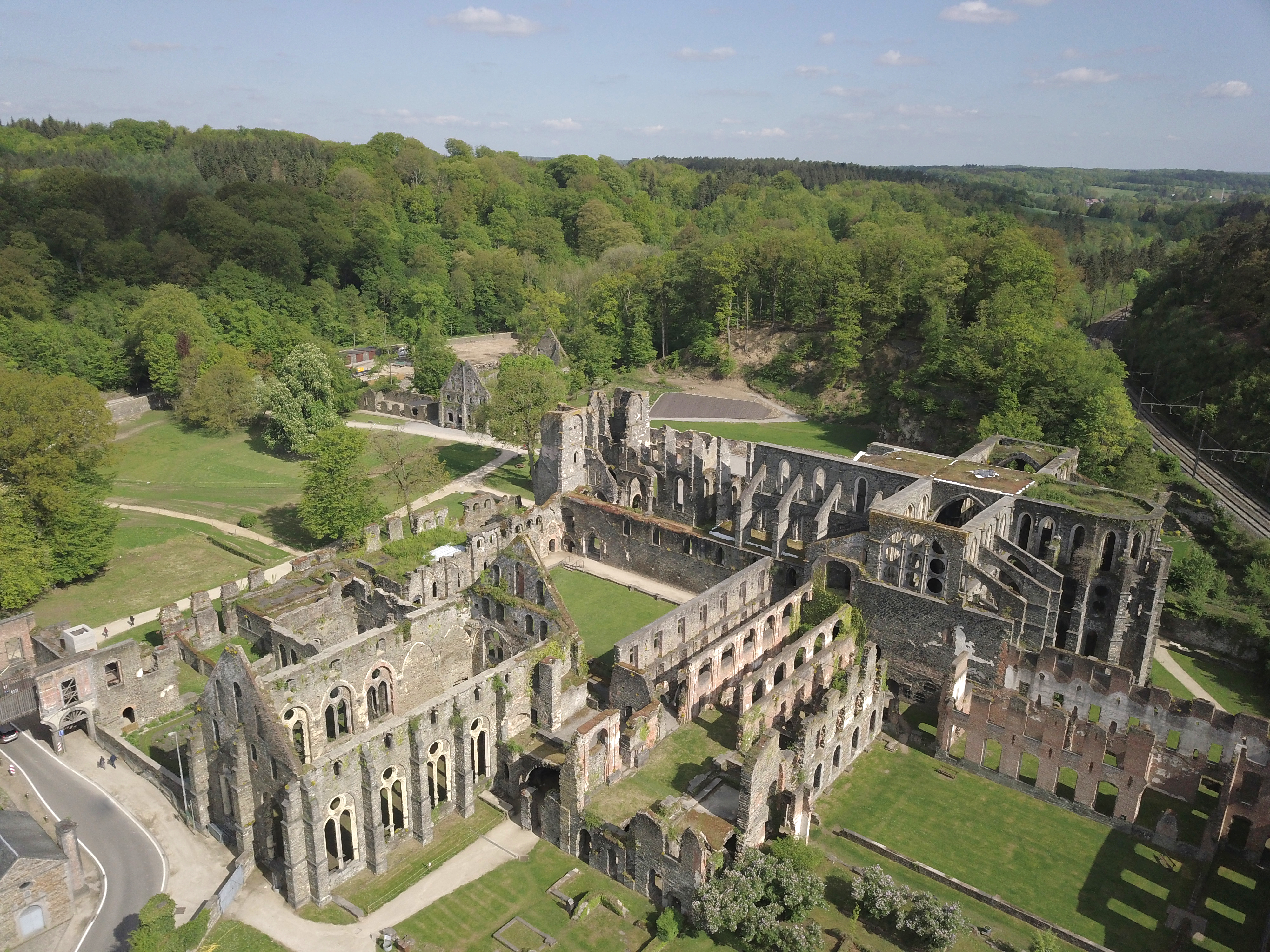
Vue aérienne des ruines de l'Abbaye de Villers

Les ruines de l'abbaye de Villers sont situées à Villers-la-Ville en Belgique, à 17 km à l'est de Nivelles, dans la province du Brabant wallon.
En 1146, la petite communauté de moines s’installe sur des terres données par le seigneur de Marbais, dont le siège seigneuriale se trouve à quelques kilomètres au Château des Marbais (Vieux Châtelet). Les terres sont situées entre la source du Goddiarch au sud et Chevelipont au nord, au carrefour de la rivière Thyle et du chemin de Mellery. Outre l’abondance d’eau nécessaire pour irriguer les cultures, actionner les roues des moulins ou les soufflets des forges et subvenir aux besoins courants du monastère, le site est entouré de roches de schiste, matériau qui a servi pour la majorité des constructions abbatiales. Enfin, le bois est abondant et nécessaire tant à la vie courante qu’au chantier.
L’emplacement définitif de l’abbaye est particulièrement bien choisi et spectaculaire. C’est un repli fort accidenté dans lequel la rivière Thyle développe un double coude entre des socles rocheux de schiste.
Avant la construction de l’abbaye, les moines de Villers réalisent une série d’aménagements dans la vallée étroite et marécageuse de la Thyle. Ils procèdent à l’assainissement complet du site en effectuant des travaux de drainage et de remblaiements. Ils canalisent et voûtent la rivière pour établir par-dessus une gigantesque assiette artificielle de remblai d’une hauteur moyenne estimée à 2 m. Le voûtement de la rivière, limité à la zone du cloître au début, s’est poursuivi au fil des siècles pour atteindre une longueur de 271 m en souterrain. La Thyle joue un rôle de grand collecteur des eaux usées. L’eau des sources situées sur les collines voisines est raccordée à ce collecteur principal par un réseau de canalisations secondaires. La rivière actionne aussi deux moulins à l’intérieur de l’enclos et un troisième en aval à l’extérieur. Un grand étang est aménagé en amont pour alimenter les viviers, irriguer les jardins et régulariser le débit de la rivière. Il assure ainsi en toute saison un débit suffisant au fonctionnement des roues des moulins et sert de bassin d’étiage pour prévenir les inondations.
L’aménagement du site de Villers est exceptionnel, unique même. En effet, nulle part ailleurs, les moines n’eurent l’audace de construire leur abbaye au-dessus d’une rivière. Certes, il arrive qu’un cours d’eau traverse un bâtiment de latrines ou soit partiellement canalisé et détourné, mais il n’est jamais entièrement voûté sur une longueur comparable à celle de Villers. Ces travaux hydrauliques s’accompagnent de terrassements titanesques qui ont permis aux bâtiments de s’étendre sur toute la largeur de la vallée. Le voûtement de la Thyle réalisé par phases du XIIIe au XVIIIe siècle est visible encore aujourd’hui.
Depuis l’époque des moines, le réseau hydraulique a été bouleversé mais le moulin et son bief, les canalisations amenant l’eau des sources vers le centre de l’abbaye ainsi que le voûtement de la rivière sont encore présents et illustrent la maîtrise de l’eau par les moines cisterciens.
Le moulin principal, remanié durant les deux derniers siècles, présente encore d’importantes parties médiévales. Sa construction se situerait entre 1197 et 1200, soit cinquante ans après la fondation de l’abbaye. L’énergie hydraulique du moulin a été exploitée jusqu’en 1897, soit un siècle après l’expulsion des moines. Le mur pignon sud du grand moulin, à neuf fenêtres cintrées, est l’un des plus beaux de toute l’abbaye. Il accueille aujourd’hui le centre du visiteur. Une nouvelle roue a été installée dans le cadre des travaux de développement des infrastructures touristiques de l’Abbaye en 2016. L’électricité produite alimente une partie des installations du Centre du Visiteur. L’installation de cette roue redonne ainsi sa nouvelle fonction naturelle à la chute du moulin.
Dès la suppression de l’abbaye en 1797, l’enclos est percé afin de favoriser la circulation dans la vallée. En 1855, lors de la construction de la ligne de chemin de fer, le grand étang a été comblé. Avec la densification du trafic et l’accroissement de la population, les routes sont élargies au XXe siècle et des aires de stationnement sont aménagées devant le moulin.
En dépit de tous ces changements, le cadre naturel autour de l’abbaye reste relativement préservé au nord, à l’est et à l’ouest du grand enclos où se trouve l’important bois d’Hez, un des derniers reliquats de la grande forêt brabançonne.
Si on compare la carte de Ferraris de 1777, le plan réalisé pour la vente de 1797 et la situation actuelle, le paysage a peu changé à Villers. Les forêts, les zones de culture entourent encore l’abbaye comme autrefois. Le lit de la rivière, la voûte de 271 m construite par les moines et les canalisations amenant l’eau des sources sont toujours opérationnels. Un vignoble contemporain occupe l’emplacement d’un ancien vignoble mentionné dès le début du XIVe siècle.

## Historique

### XIIeetXIIIesiècles: fondation puis prospérité
En 1146, des moines de Clairvaux arrivent à Villers pour y fonder une abbaye, sur une terre donnée par le comte de Marbais et sa mère Judith. La communauté – l’abbé Laurent, 12 moines et 5 convers – se serait selon la légende installée tout d’abord à environ 1 km au sud des ruines actuelles. Elle ne serait demeurée cependant qu’une saison sur ce lieu trop aride. Affamés, découragés, les religieux auraient pensé repartir quand arriva saint Bernard. La chronique de l’Abbaye raconte que, touché par la détresse des moines, il leur aurait désigné, plus bas dans la vallée, un site doté d’un cours d’eau (la Thyle), de carrières de pierres et de bois exploitables, sans doute aux alentours du moulin actuel.
Les bâtiments de la seconde abbaye s’édifient peu à peu, il n’en reste rien aujourd’hui.
À la fin du XIIe siècle, la communauté attire de plus en plus de vocations et l’abbé Charles décide de construire tout à côté, à flanc de carrière, une nouvelle abbaye plus vaste. C’est celle que l’on visite aujourd’hui.
En 1205, l’abbaye, située aux confins du duché de Brabant et du comté de Namur, se tourne définitivement vers le Brabant, en accolant à son nom « in Brabantia » et accueille quelques décennies plus tard les sépultures des seigneurs brabançons. La large protection des ducs de Brabant qui accordèrent l'immunité à l'abbaye, c'est-à-dire l'exemption d'impôts, jointe aux donations des grands seigneurs brabançons, lui permirent d'être rapidement féconde.
À la fin du XIIIe siècle, l’abbaye est intégralement construite. Ce siècle marque son apogée. Certains abbés sont alors appelés à de hautes fonctions ecclésiastiques et les textes conservés mentionnent de nombreux saints moines et convers dans la communauté.
L’Abbaye compte à cette époque une centaine de moines et trois fois plus de convers. Le domaine englobe une dizaine de milliers d’hectares, répartis entre Anvers et Namur et exploités par différentes granges.
Vers 1250, l’abbaye de Villers est l’une des abbayes les plus influentes au sein de l’Ordre.

### XIVeauXVIIesiècle: déclin

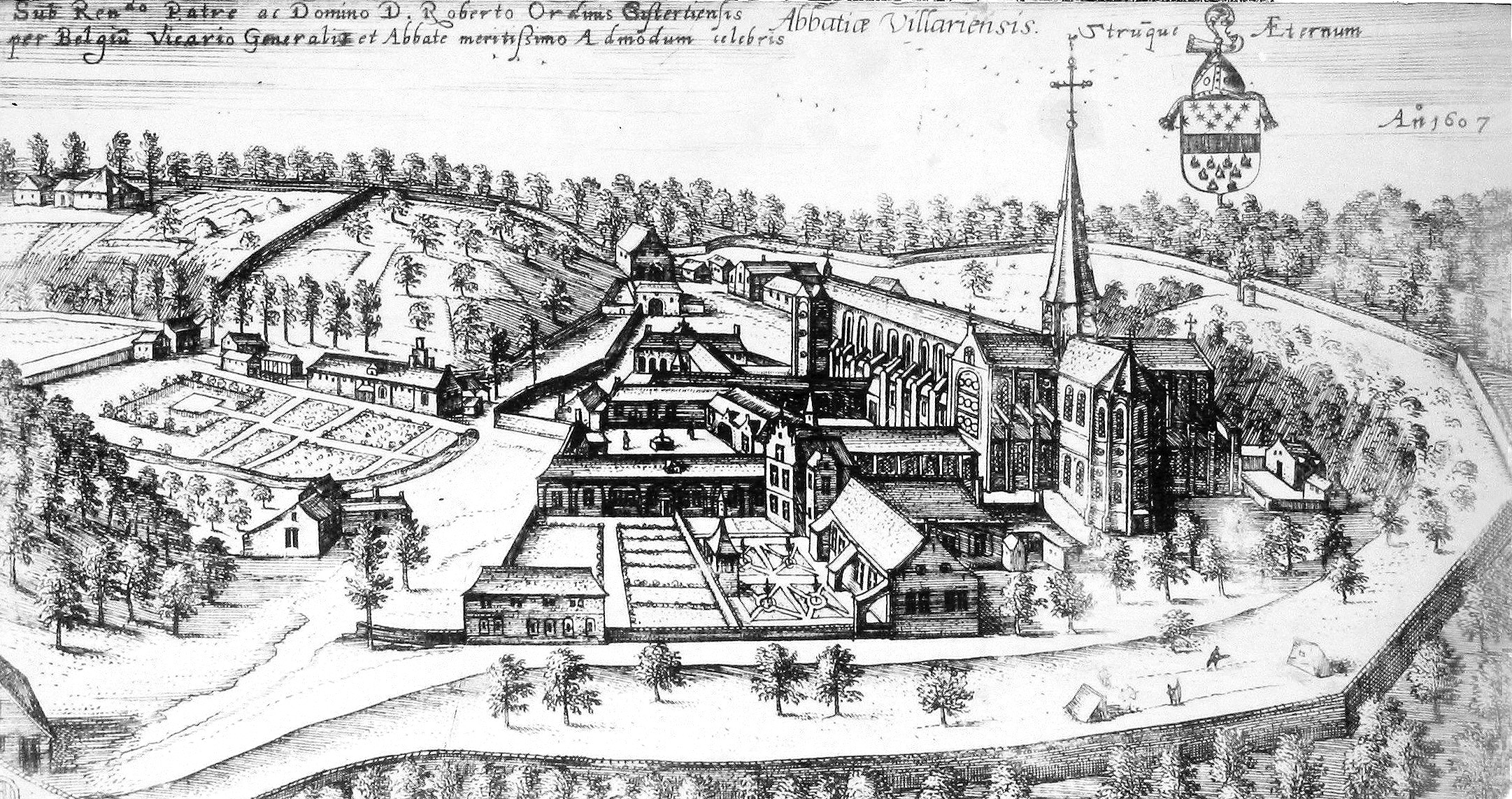
Gravure anonyme (1607).

De premières crises internes apparaissent dès la fin du Moyen Âge (diminution du nombre de convers…). Du XVIe à la fin du XVIIe siècle, l’abbaye connaît une succession de périodes calmes et troublées, durant lesquelles les moines quittent les lieux à neuf reprises pour raisons d’insécurité.

### XVIIIesiècle: second âge d'or

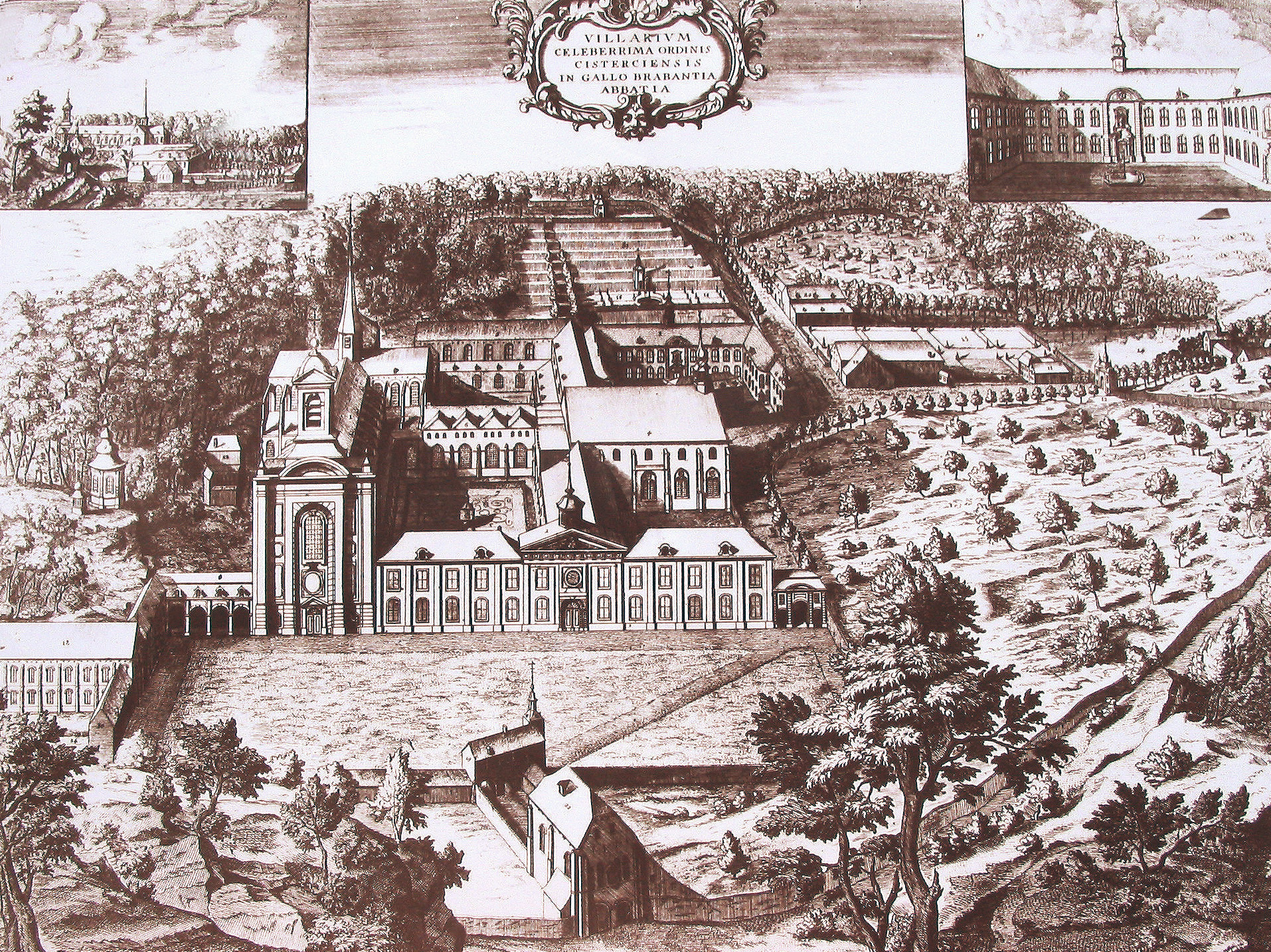
Gravure de Beterham, d’après un dessin de Van Wel (1726).

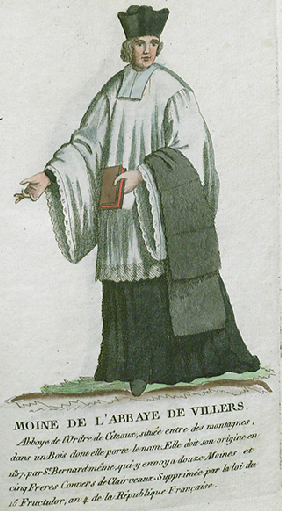
Moine de l'Abbaye de Villers

Au XVIIIe siècle, l’abbaye connaît son second âge d’or et connaît une grande ébullition architecturale. Certains bâtiments conventuels sont réaménagés dans le style néoclassique (façades de l’église et du bâtiment des convers). De nouveaux édifices sont construits, tel le palais abbatial édifié sous l’abbatiat de Jacques Hache, la pharmacie, la chapelle Saint-Bernard… Mise à sac par la Révolution française puis confisquée par cette dernière comme bien national, ses moines en sont expulsés en 1796. L'abbaye est dépecée en trois lots distincts (bâtiments monastiques, ferme et colline, moulin et étangs). L’enclos est percé afin de favoriser la circulation dans la vallée. Les anciens bâtiments monastiques sont exploités par un marchand de matériaux qui les utilise comme carrière. Cette activité industrielle se poursuit jusque dans les premières décennies du XIXe siècle.

### XIXeetXXesiècles: dégradations et restaurations
L’ancienne abbaye de Villers devient un lieu de visite romantique et pittoresque, comme en témoignent les premières descriptions des ruines à partir des années 1830. L’aménagement de la ligne de train Louvain-Charleroi, inaugurée en 1855, désenclave l’abbaye – elle est désormais accessible facilement depuis Bruxelles – et le tourisme se développe fortement à partir de cette époque. On a pour preuve de cet engouement l’efflorescence des guides touristiques parlant de ou consacrés à l’abbaye à partir des années 1850.
C’est via le rail que de grandes personnalités de l’aristocratie européenne arrivent à l’abbaye pour la visiter : en 1862, le prince Philippe, comte de Flandre et sa belle-sœur la princesse Marie-Henriette, duchesse de Brabant (future reine des Belges), accompagnés par six princes et princesses d’Europe ; en 1880, le roi et la reine des belges Léopold II et Marie-Henriette accompagné la princesse Stéphanie et de l’archiduc Rodolphe, prince héritier de l’Empire austro-hongrois.
Un autre indicateur insolite de l’attractivité du site est le nombre de graffitis laissé par des visiteurs indélicats, dont on conserve un grand nombre à partir de ces années. On dit que l’un d’eux aurait été laissé par le plus célèbre visiteur du XIXe siècle, Victor Hugo. Il est certain en tous cas qu’il séjourne dans le site à plusieurs reprises, et il en décrit même les cachots dans un célèbre passage des Misérables, où il laisse libre cours à son lyrisme et à son imagination : L’auteur de ce livre a vu, de ses yeux, à huit lieues de Bruxelles, c’est là du Moyen Âge que tout le monde a sous la main, à l’Abbaye de Villers, (…) quatre cachots de pierre, moitié sous terre, moitié sous l’eau. C’étaient des in-pace. Chacun de ces cachots a un reste de porte de fer, une latrine, et une lucarne grillée qui, dehors, est à deux pieds au-dessus de la rivière, et, dedans, à six pieds au-dessus du sol. Quatre pieds de rivière coulent extérieurement le long du mur. Le sol est toujours mouillé. L’habitant de l’in-pace avait pour lit cette terre mouillée. Dans l’un des cachots, il y a un tronçon de carcan scellé au mur; dans un autre on voit une espèce de boîte carrée faite de quatre lames de granit, trop courte pour qu’on s’y couche, trop basse pour qu’on s’y dresse. On mettait là-dedans un être avec un couvercle de pierre par-dessus. Cela est. On le voit. On le touche. Ces in-pace, ces cachots, ces gonds de fer, ces carcans, cette haute lucarne au ras de laquelle coule la rivière, cette boîte de pierre fermée d’un couvercle de granit comme une tombe, avec cette différence qu’ici le mort était un vivant, ce sol qui est de la boue, ce trou de latrines, ces murs qui suintent, quels déclamateurs !
Bien que devenu touristique, mieux connu et plus populaire, le site continue à se dégrader : l’effondrement le plus spectaculaire étant celui d’une grande partie des murs gouttereaux de la nef de l’église abbatiale en 1876. Les ruines sont en péril.

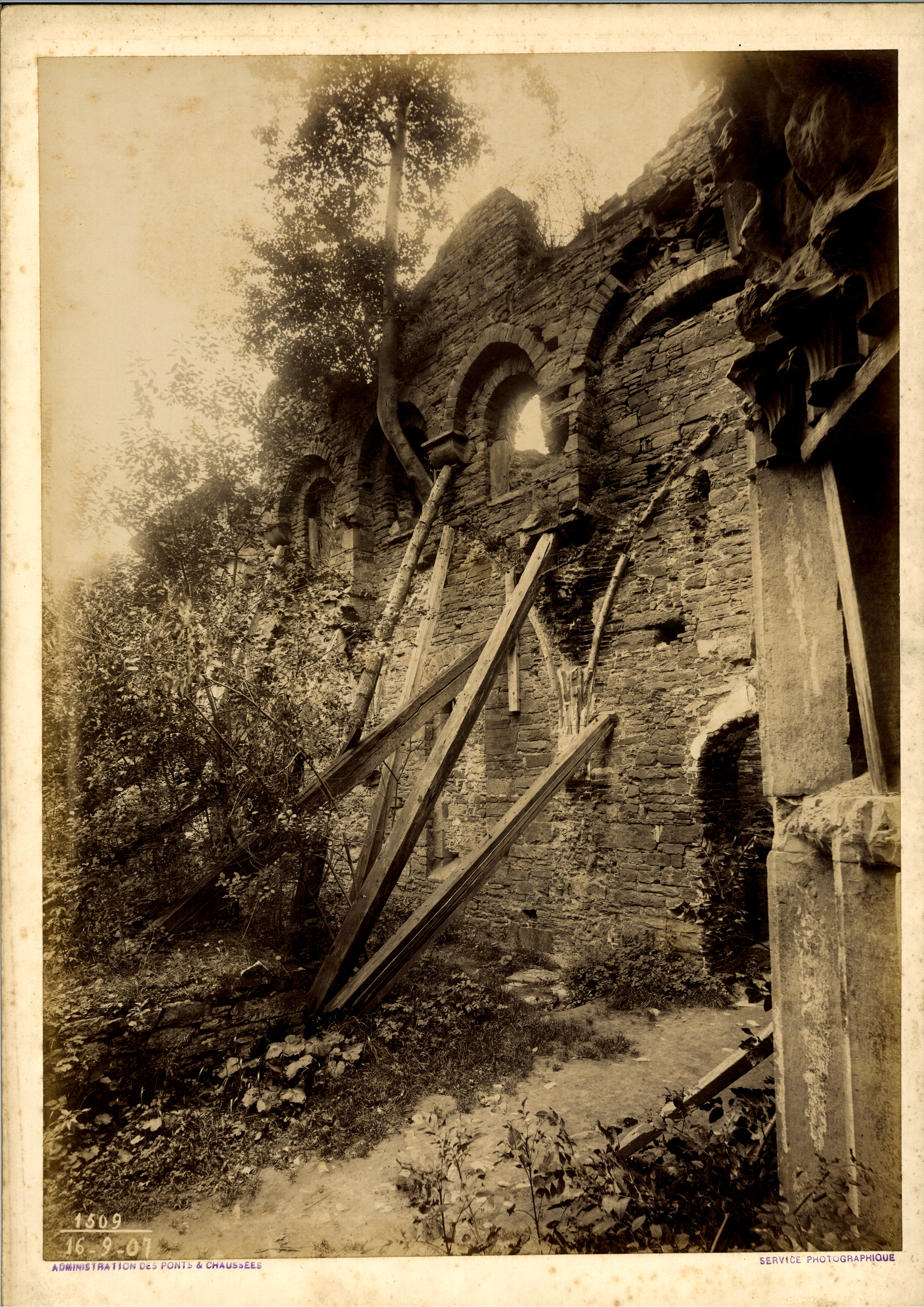
Bâtiment des convers en cours de restauration

À partir des années 1860, des historiens et des archéologues s’intéressent à Villers et produisent les premières études scientifiques.

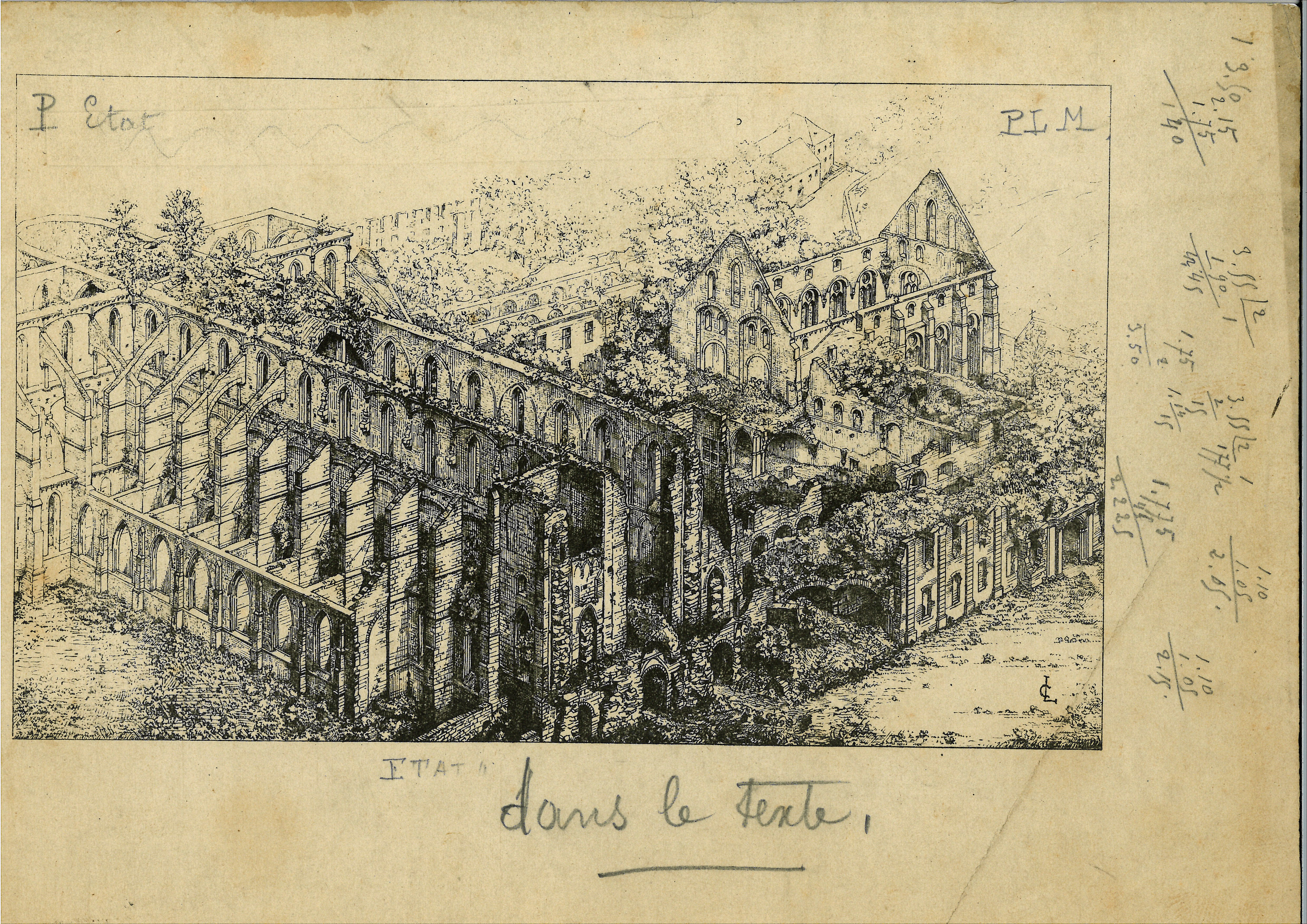
Église abbatiale - Dessin architecte Charles Licot

L’État belge exproprie finalement les lieux en 1892 et y entame un très important chantier de restauration sous la direction de l’architecte Charles Licot puis de son successeur Léopold Pepermans. Ces travaux comprennent d’importantes restaurations et privilégient les composantes médiévales tout en maintenant aux bâtiments leur aspect de ruine. Cette première campagne de restauration s’accompagne de débats passionnés, révélateurs d’une époque, entre partisans de la conservation des ruines ou de la reconstruction des éléments médiévaux disparus.

Interrompues par la Première Guerre mondiale, les restaurations reprennent, mais de façon plus ponctuelle dans les années 1930 (architecte Lemaire). Pendant un demi-siècle, de 1932 à 1982, le site est géré par le Touring club royal de Belgique (en), période durant laquelle l’abbaye est classée (1972). Il faut attendre 1984 pour que l’État belge mène une nouvelle campagne de consolidation des ruines. Ce chantier se poursuit jusqu’au début des années 2000. En 2016, un nouveau centre du visiteur dans le moulin et un nouveau circuit de visite sont inaugurés. Via deux passerelles jetées entre le moulin et la colline de la ferme et entre cette colline et les vestiges, l’ensemble du complexe abbatial morcelé à la Révolution est désormais réunifié.

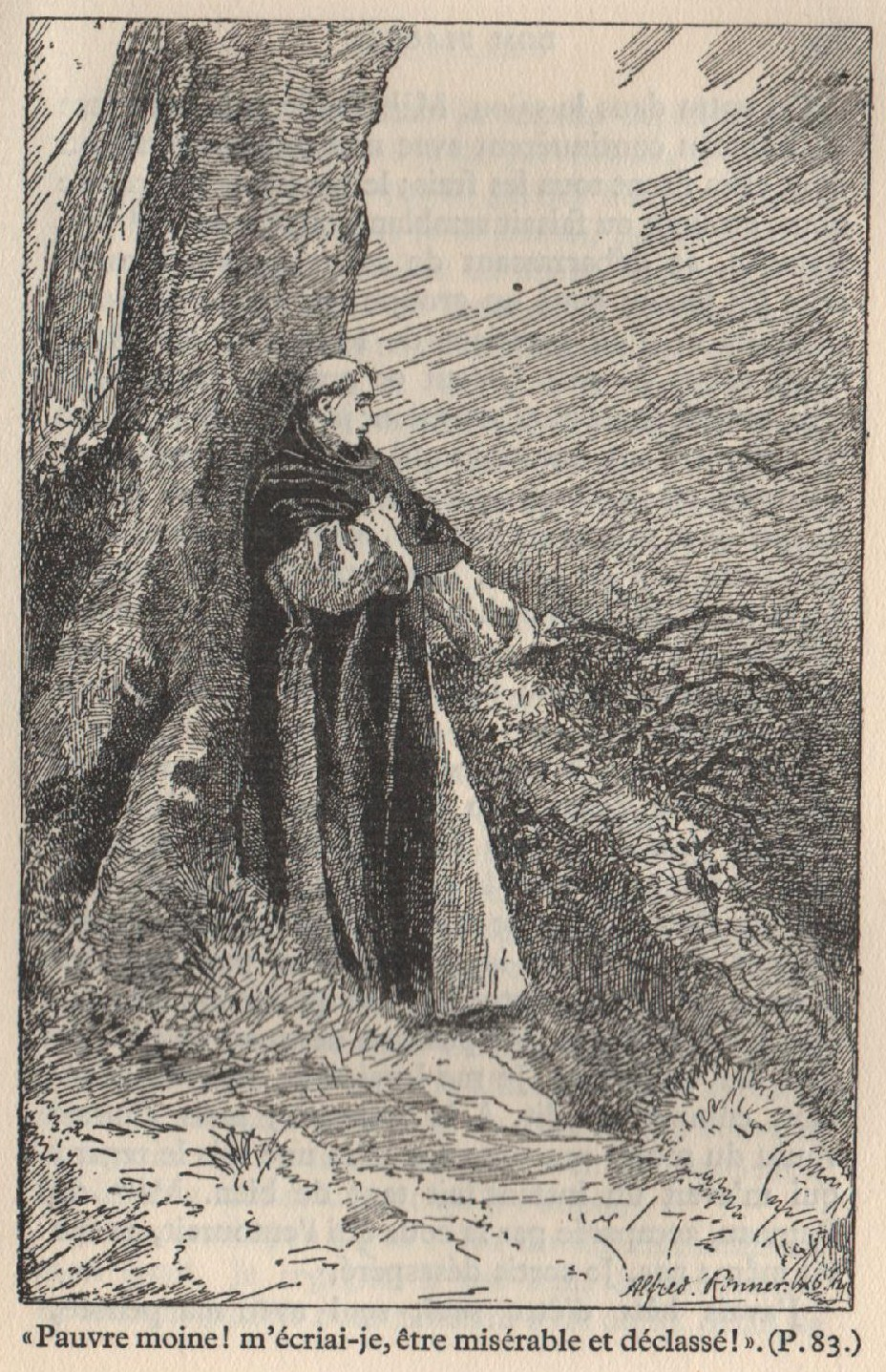
Illustration du Dom Placide d'Eugène Van Bemmel, dessin d'Alfred Ronner, édition de 1934.

### Depuis 1972: classement patrimonial et restaurations

#### Classement patrimonial
En 1972, les ruines de l'ancienne abbaye sont classées comme site et monument historique et, en 1992, classées comme patrimoine exceptionnel de Wallonie.

#### Travaux entre 2010 et 2017
Un nouveau centre du visiteur de l'Abbaye de Villers a été inauguré en juin 2016. Le gouvernement wallon a confié à l'Institut du Patrimoine wallon (IPW) la conception et la mise en œuvre d'un schéma de développement à long terme, faisant cohabiter respect du patrimoine, diversification touristique et valorisation économique dans le cadre du programme Fonds européen de développement économique et régional (Feder). L’ambition de ce programme était de rendre une cohérence à l'ensemble du site, morcelé par le passage de la route et de la voie ferrée. Ce nouveau parcours du visiteur est désormais isolé de la route et permet de mieux comprendre que l'abbaye s'étendait bien au-delà de la seule zone des ruines.
Entamés en 2010, les différents travaux de restauration, d'équipements, d'aménagements paysagers et de scénographie ont permis de restaurer la Porte de la ferme (2010), la Grange qui abrite aujourd’hui des ateliers techniques (2010), la Buanderie dans laquelle une micro-brasserie artisanale s'est installée (2011-2012) et l'ancien Moulin de l'abbaye réhabilité en Centre du visiteur.
Le 22 octobre 2013, un camion heurte les deux arcades qui surplombent la nationale le long des ruines.

2017 : rebouchage des fouilles de la Porte de Bruxelles.

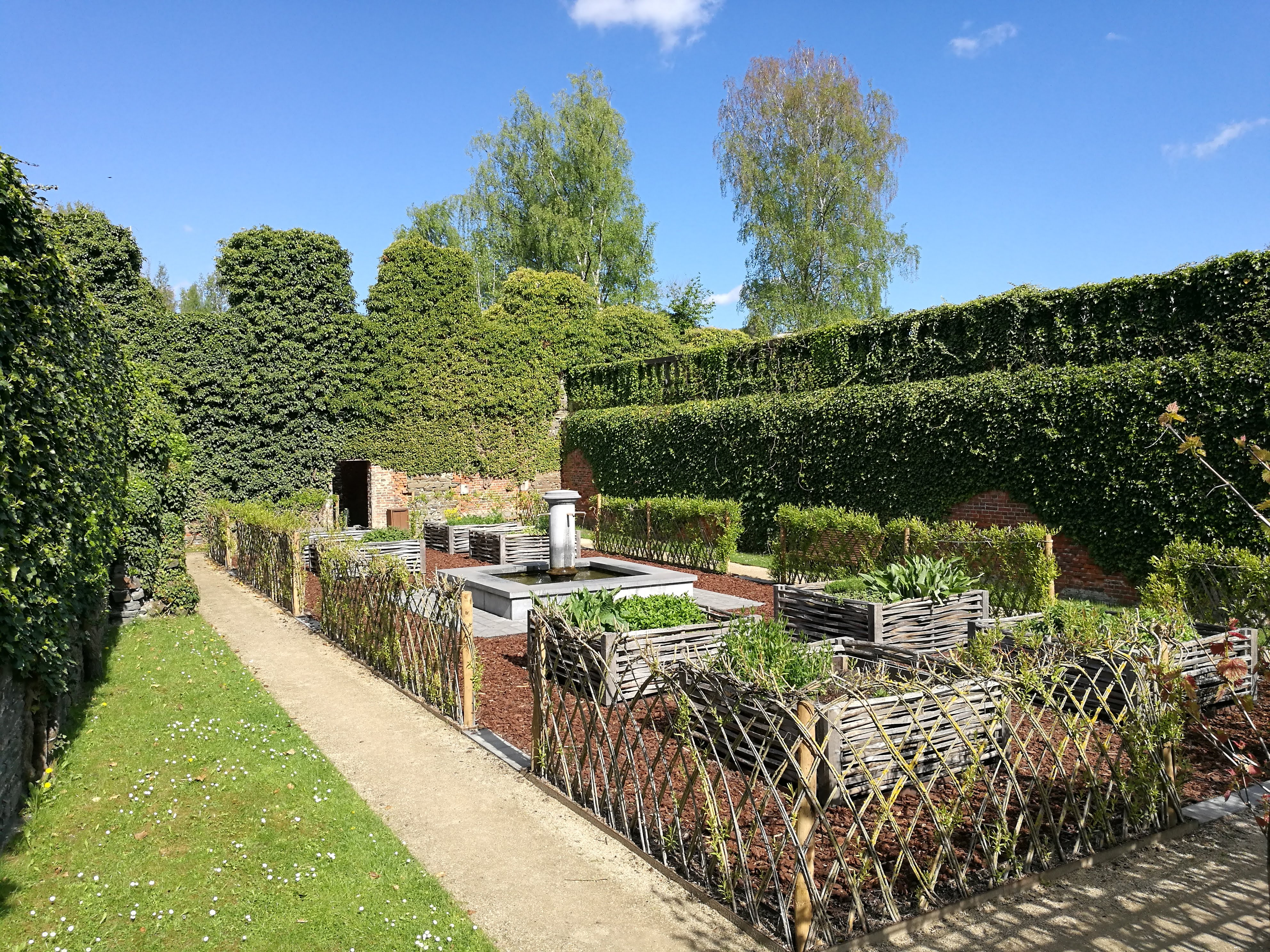
Jardin d'inspiration médiévale.

#### Aménagement des espaces verts

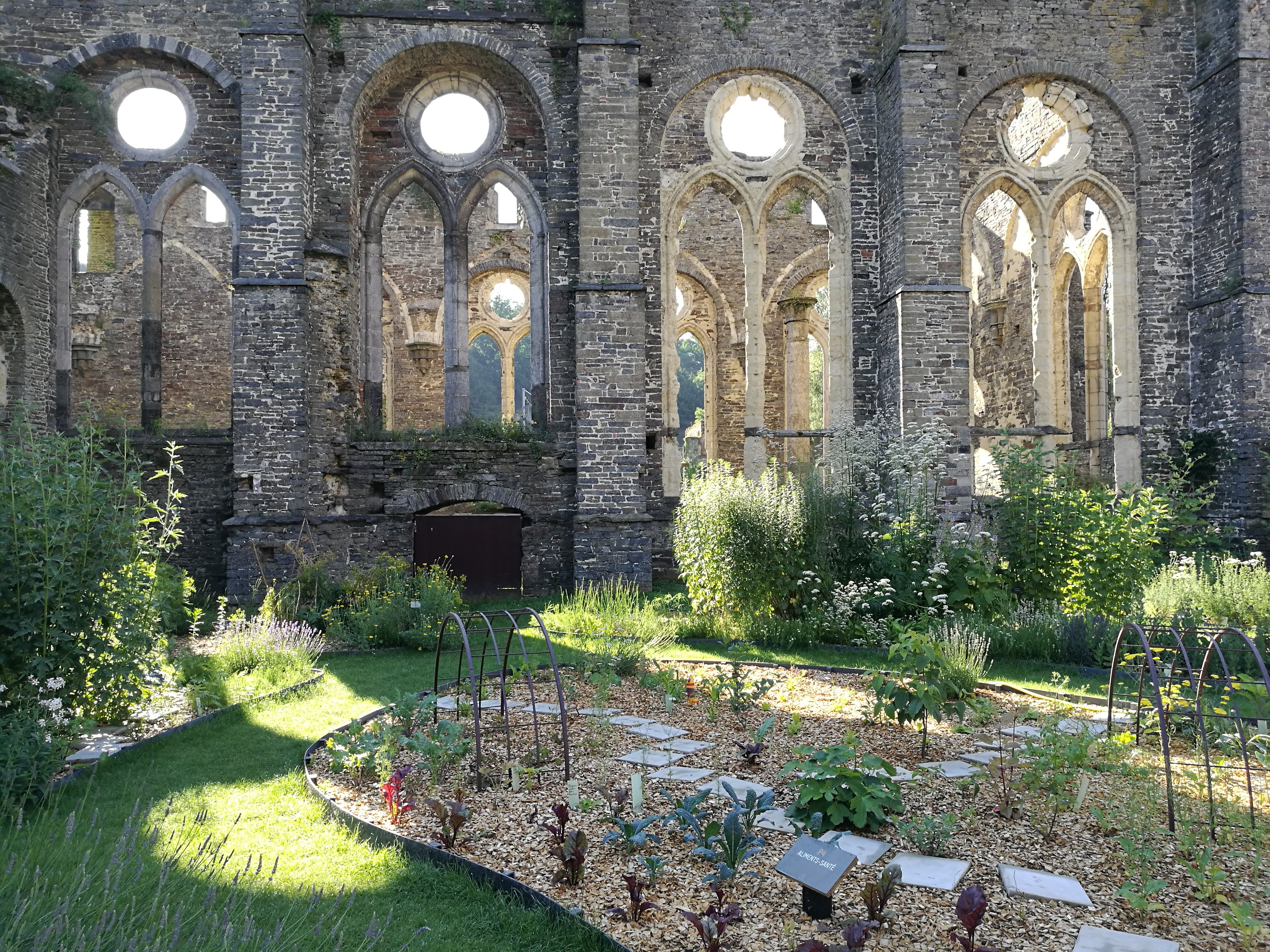
Jardin des moines à l'Abbaye de Villers

Depuis 2012, plusieurs jardins ont été aménagés dans l’abbaye. Deux jardins, le Jardin des Simples d’inspiration médiévale et le Jardin des moines présentent des plantes médicinales d’hier et d’aujourd’hui. Le Jardin de la Pharmacie et le Jardin de l’Abbé sont deux jardins d’ornement. Le 5e Jardin de l’Abbaye touche les sens et en particulier l’odorat. Ce Jardin des Senteurs suit le chemin qui mène à la Chapelle Saint-Bernard et accueille un sentier méditatif.
Une ligne du temps des rosiers présente une trentaine de variétés anciennes placées en regard de la ligne du temps qui retrace l’histoire l’abbaye de sa fondation à sa dissolution.
Quarante cerisiers de variétés anciennes ont été plantés sur la colline de la ferme, au sud des vestiges. Ils longent les clôtures où paissent des moutons des races rustiques et deux petits chevaux de Skyros, espèce rare et unique en voie de disparition.

## Organisation actuelle du site

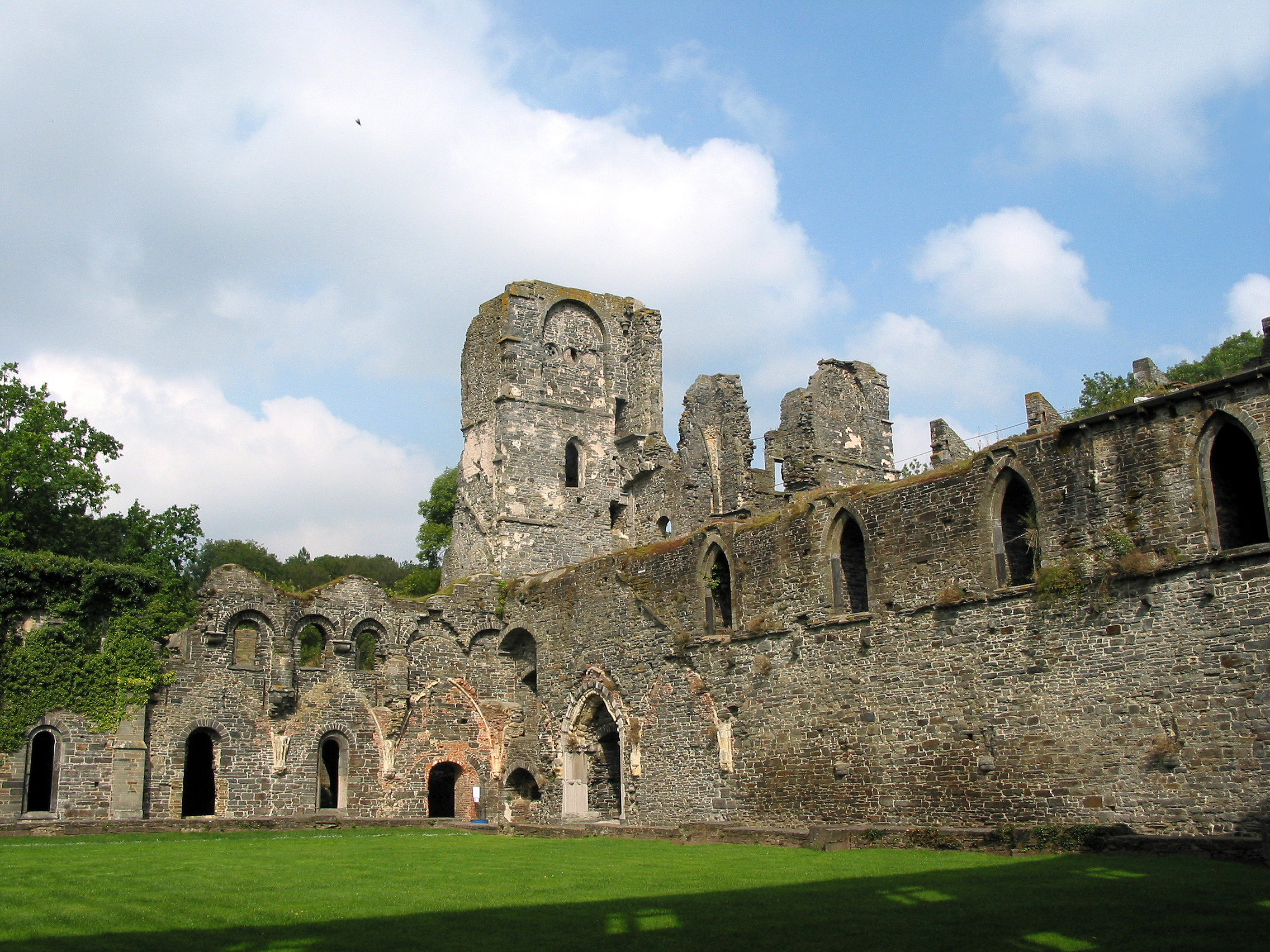
Abbaye de Villiers en 2005

### Gestion
La gestion des lieux (hors travaux de restauration) est successivement confiée, en 1922, au Touring Club de Belgique puis, de 1982 à 1992, à la province du Brabant wallon et à la commune de Villers-la-Ville et de 1992 à 2005 à l'Association pour la promotion touristique et culturelle de Villers (APTCV).
Depuis le 25 août 2005, la gestion de l’abbaye est confiée à l'Abbaye de Villers-la-Ville asbl (association sans but lucratif). Elle a pour mission de développer l’attractivité sociétale de l’Abbaye de Villers sur les plans touristique, culturel, social, économique, du développement durable en synergie avec les parties prenantes locales, régionales, fédérales tant publics que privées.
La Régie des bâtiments est propriétaire du cœur historique de l’Abbaye. Elle met à disposition le site à l’asbl moyennant une redevance annuelle.
L'Abbaye de Villers est membre de la Charte des abbayes et sites cisterciens d'Europe.

### Se documenter
L’Abbaye de Villers possède un centre de documentation qui se situe au sein des bureaux de l’asbl Abbaye de Villers-la-Ville. Ce centre fournit une documentation complète sur l’Abbaye. Avec plus de 2.900 titres sur les thèmes, liés de près ou de loin à l’Abbaye de Villers tels que le monde cistercien, l’architecture, l’art et l’Histoire, l’hydraulique, les jardins, etc. ainsi qu’un fonds unique d’archives du XIXe siècle. Le centre de documentation s’adresse à tous les publics : chercheurs, étudiants, passionnés et amateurs du sujet ainsi que toute autre personne intéressée. L’accès est gratuit et sur rendez-vous, uniquement en semaine.

### Activités et événements organisés sur le site
Depuis 1987, des représentations théâtrales ont lieu dans le site de l'abbaye. De nombreuses grandes pièces sont passées par les murs du site cistercien : Roméo & Juliette, Cyrano de Bergerac, La Belle au Bois dormant, Hamlet, Les Misérables, Dracula, Le Nom de la Rose, Don Camillo, Frankenstein, Pinocchio...
Des expositions y sont organisées toutes l’année, on a pu y découvrir : Victor Hugo à Villers-la-Ville. 2 siècles d’art et de culture, Les folles machines de Léonard de Vinci, Les templiers entre mythes et réalité, Digital Contemplation (exposition d'arts numériques)
L’Abbaye est également reconnue comme lieu d’exception pour les expositions photographiques. Différentes expositions s’y tiennent avec des artistes internationaux comme, Yann Arthus-Bertrand, Nikos Aliagas, Elena Shumilova, Lee Jeffries…
L'Abbaye organise chaque année le festival des micro-brasseries artisanales « Carrément bières ».
Le cadre de l’Abbaye se prête également pour accueillir des véhicules anciens. Ils sont mis à l’honneur chaque année lors de la journée « rétro Mobile ».
L’événement international, « La nuit des chœurs » voit passer chaque année des ensembles vocaux de renommée internationale.
Depuis 2017, l’ardoise, tablette multimédia avec vues en réalité augmentée et jeu interactif, permet de visiter l’Abbaye de manière ludique et d’avoir la sensation de remonter le temps.En 2018, un événement médiéval, le festival « Ombres & Lumières du Moyen Âge » permet de se replonger directement dans l'ambiance du Moyen Âge.
L’Abbaye accueille toute l’année des animations et visites guidées sur des thèmes variés : visites guidées de l'abbaye pour les petits et les grands, balades nature, stages photos, journée du yoga, ateliers de méditation, trail sportif...
Des tournages pour la télévision et le cinéma sont fréquemment réalisés à l’Abbaye de Villers. Un épisode Netflix de la célèbre série Sense8 y a été tourné.
Dans un autre registre, l’Abbaye accueille également des activités pour les entreprises tels des team buildings.

## Personnalités liées à l'abbaye
- Le bienheureux Gobert d'Aspremont, ancien croisé, fut moine de Villers.

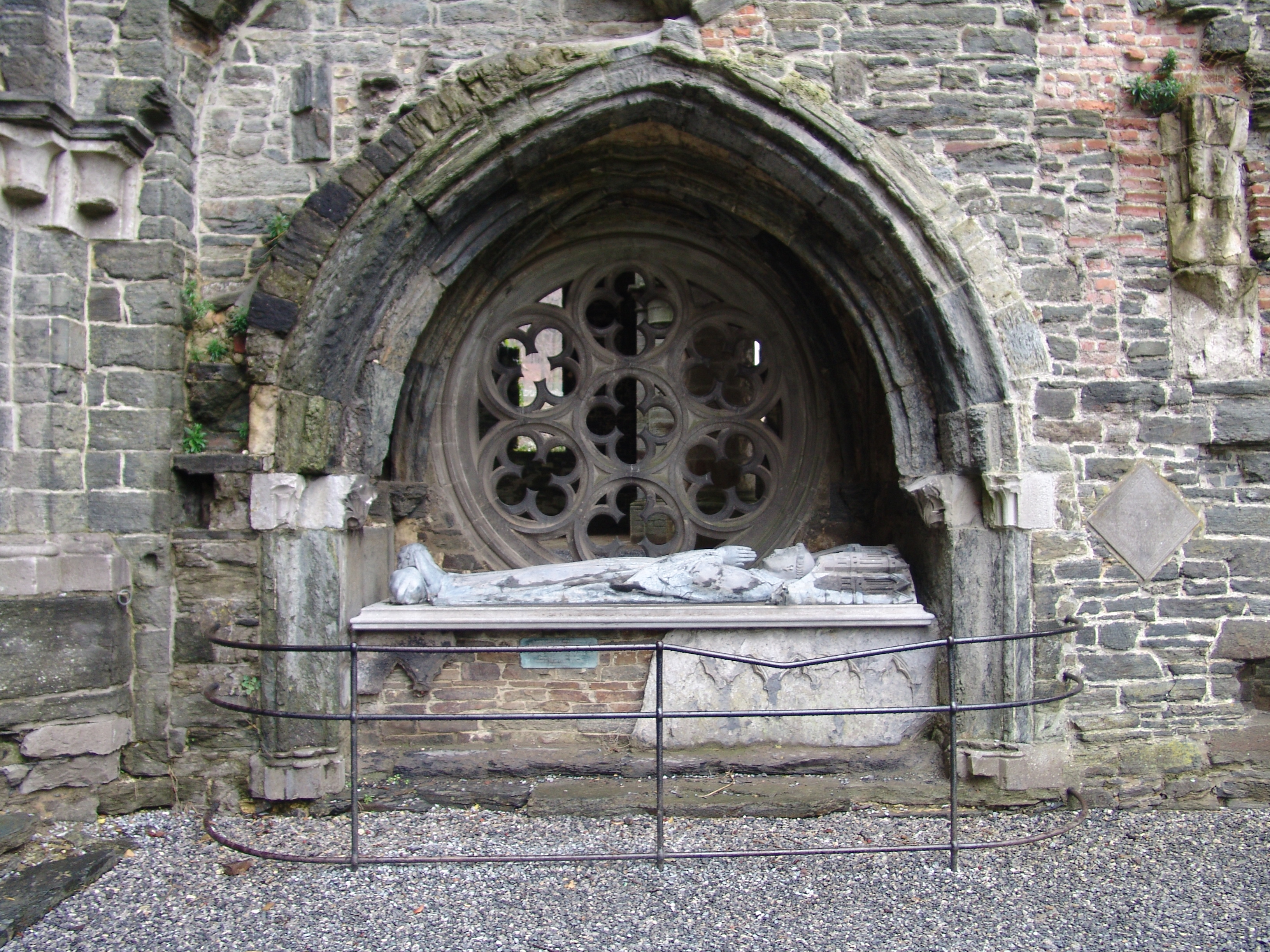
Sépulture de Gobert d'Aspremont dans le cloître de l'Abbaye de de Villers

Né vers 1187, Gobert d’Aspremont appartenait à une famille de grands féodaux de Haute Lotharingie. Il a participé à la sixième croisade au côté de l’empereur Frédéric II en 1227-1229. Il aurait ensuite été en pèlerinage à Compostelle. Il se fait moine à Villers en 1238-1239 et y meurt en 1263. Déclaré bienheureux par les Cisterciens, il a fait l’objet de deux vitae et de nombreuses biographies et bénéfice d’une sépulture exceptionnelle dans le cloître de l’abbaye. Un vitrail le représentant a été placé au XXe siècle à l'église du village.
- Conrad d'Urach, abbé de Villers (1209)

Conrad d’Urach est doyen de la cathédrale de Saint-Lambert avant d’être élu abbé de Villers (1209-1214). Il devient par la suite abbé de Clairvaux (1214-1217), puis abbé de Cîteaux (1217-1219) et enfin cardinal de Porto (1219-1227).
- Henri II et Jean III, ducs de Brabant

Deux ducs de Brabant ont été inhumés à Villers, mais les deux tombeaux des ont été détruits.
Le Duc Henri II de Brabant et Sophie de Thuringe dont le mausolée se trouvait dans la première travée du sanctuaire de l’abbatiale, côté nord. La sépulture comprenait deux caveaux parallèles sous un mausolée unique : l’un pour Henri II († 1248) et l’autre pour Sophie de Thuringe (†1275)
Le mausolée de Jean III (†1355) se trouvait initialement au milieu du sanctuaire de l’abbatiale, dans l’axe du maître-autel.
- Julienne de Cornillon

Julienne de Cornillon (1193-1258) est l’initiatrice de la Fête-Dieu ou fête du Saint-Sacrement, instituée par le pape Urbain IV, six ans après sa mort, pour honorer la présence réelle de Jésus-Christ dans l’eucharistie. La communauté villersoise soutenait Julienne dans le développement de la célébration de la Fête-Dieu. Elle est d’ailleurs la première à la célébrer, avec la permission de l’évêque de Liège, Robert de Thorotte (1240-1246). À la mort de Julienne de Cornillon, survenue à Fosses en 1258, son corps est transféré à Villers. Il a ensuite été déplacé et il ne reste aujourd'hui qu'une plaque commémorative dans le chœur de l'abbatiale.
- Jacques Hache, abbé de Villers (1716-1734)
- Victor Hugo

Victor Hugo visite Villers à plusieurs reprises (entre 1861 et 1869) et s'en inspire dans un passage des Misérables, en fait quelques croquis et y aurait laissé un graffiti dénonçant les auteurs de graffitis.

## Patrimoine architectural

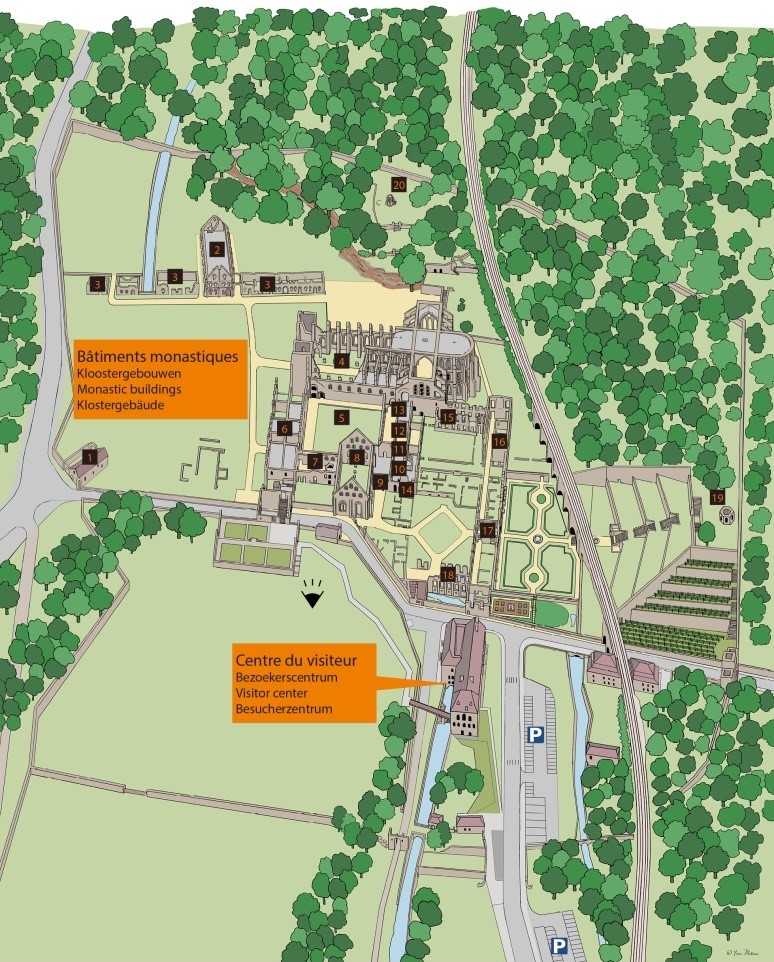
Plan de l'abbaye de Villers

L’abbaye de Villers détonne par la qualité architecturale de ses monuments principaux : l’église avec son chevet robuste et élancé, ses exceptionnelles compositions d’oculus et son avant-corps inédit chez les Cisterciens ainsi que le réfectoire construit vers 1240.
S’y ajoutent des « perles » telles que l’hôtellerie, le pignon sud du moulin, le lavatorium du XVe siècle, le biforé du chapitre, les colonnes alternées de la salle des moines, la cheminée de la cuisine, les chapelles septentrionales standardisées de l’église, les fenêtres de l’infirmerie des moines, la sépulture de Gobert d’Aspremont, les deux décors intérieurs de l’église au XIIIe siècle, et les nervures particulières de l’armarium. En outre, le local d’archives sous l’escalier du dortoir des moines et les prisons sont des composantes rarissimes. La succession des logis abbatiaux ainsi que la reconstitution des bâtiments des convers et de la ruelle présentent des ensembles très intéressants.
L’église, telle qu’elle se présente aujourd’hui, offre une démonstration magistrale du fonctionnement d’une structure gothique articulée. En effet, dans aucun édifice complet, il n’est possible de voir à la fois l’intérieur et l’extérieur, d’apprécier en coupe de principe des variations d’épaisseur des murs, de saisir le lien entre les arcs-boutants et la retombée des voûtes, de découvrir les systèmes de décharge normalement cachés sous les appentis des bas-côtés.
L’abbaye de Villers illustre parfaitement l’architecture cistercienne en adoptant le dépouillement et le plan-type des monastères de cet ordre.
Le monastère est construit au départ dans le style roman – c’est le cas pour quelques bâtiments comme l’hôtellerie, le bâtiment des frères convers ou le moulin. Les autres bâtiments adoptent le gothique – c’est le cas pour le réfectoire des moines et l’église abbatiale. Enfin, le style néoclassique est utilisé au XVIIIe siècle notamment pour la construction du palais abbatial agrémenté de jardins à la française ou pour la nouvelle façade de l’église.
Le monastère de Villers est construit selon des règles et une orientation identiques à celles de la plupart des monastères cisterciens. Autour du cloître se tient l’église au Nord, contre laquelle s’étend à l’Est l’aile des moines de chœur avec l’armarium, la salle capitulaire, l’escalier, le parloir, la salle des moines et, à l’étage, le dortoir. L’aile sud abrite le chauffoir, le réfectoire et la cuisine. L’aile des convers à l’Ouest est occupée, au rez-de-chaussée, par les celliers et le réfectoire et, à l’étage, par le dortoir. À ces bâtiments s’ajoutent dans l’enceinte, un noviciat, une infirmerie, un moulin, une forge et, à l’extérieur, des granges. Au fil du temps, ce plan-type a évolué en fonction des besoins de la communauté.

### Porterie - Cour du travail
L’abbaye était entourée d’un haut et long mur d’enceinte percé d’une porterie principale et de plusieurs portes secondaires. Le complexe imposant de la porterie était constitué de deux bâtiments successifs distants de trente mètres. Seul le bâtiment extérieur de la porterie, dit aussi « Porte de Bruxelles », a été conservé.

La surface entre la porterie et l’église est entièrement dégagée au XVIIIe siècle, donnant naissance à une esplanade dite “ cour d’entrée ” ou “ cour du travail ”.

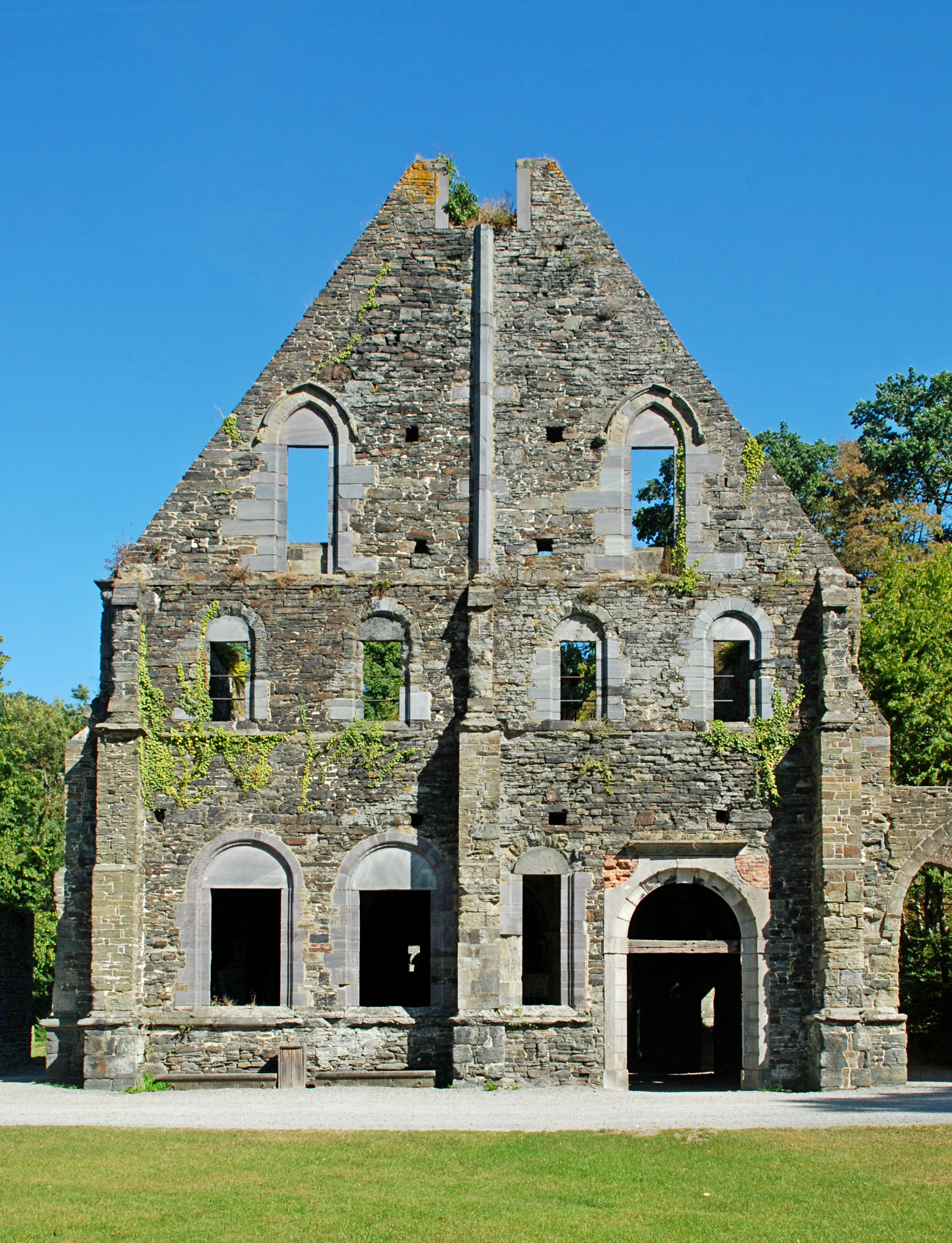
L'Hôtellerie du XIIIe siècle convertie en brasserie au XVIe siècle.

### Hôtellerie-brasserie
L’hôtellerie est un bâtiment rectangulaire (471 m2) de deux nefs et sept travées construit vers 1240. Le rez-de-chaussée est couvert de voûtes d’arêtes supportées par des colonnes et comprend une imposante cheminée à foyer central.
Ce bâtiment pouvait abriter au moins une centaine d’hôtes et de pèlerins. Il comprenait au XIIIe siècle un dortoir à l’étage et une grande salle au rez-de-chaussée qui servait principalement de réfectoire. Au XVIe siècle, l’hôtellerie est transformée en brasserie.

### Ateliers
Les ateliers, construits au XVIIIe siècle, comprennent successivement un vestiaire, une buanderie, des écuries, une forge, les ateliers du charron, du menuisier et de l’ébéniste.

### Église abbatiale

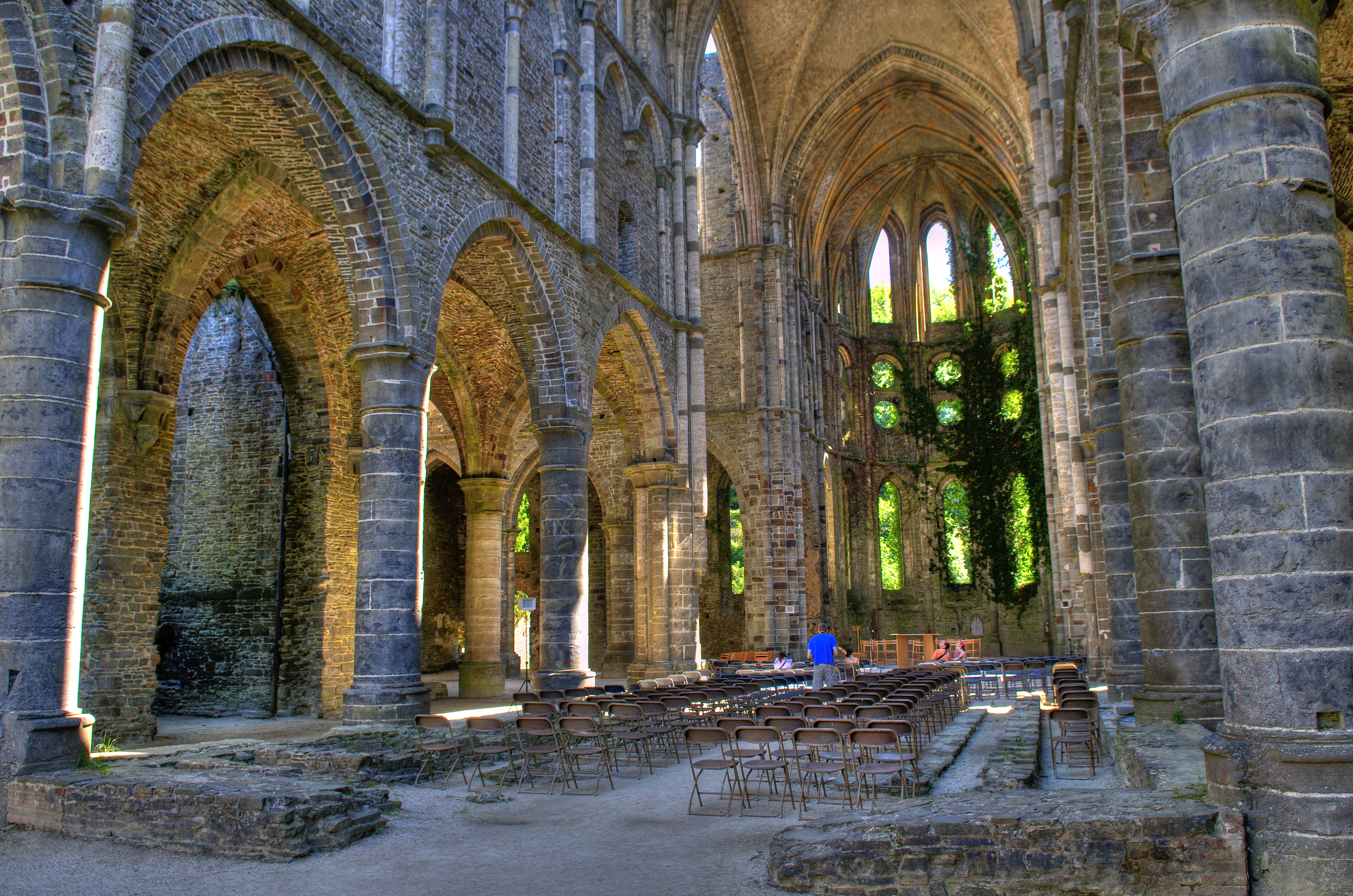
L'intérieur de l'église abbatiale.

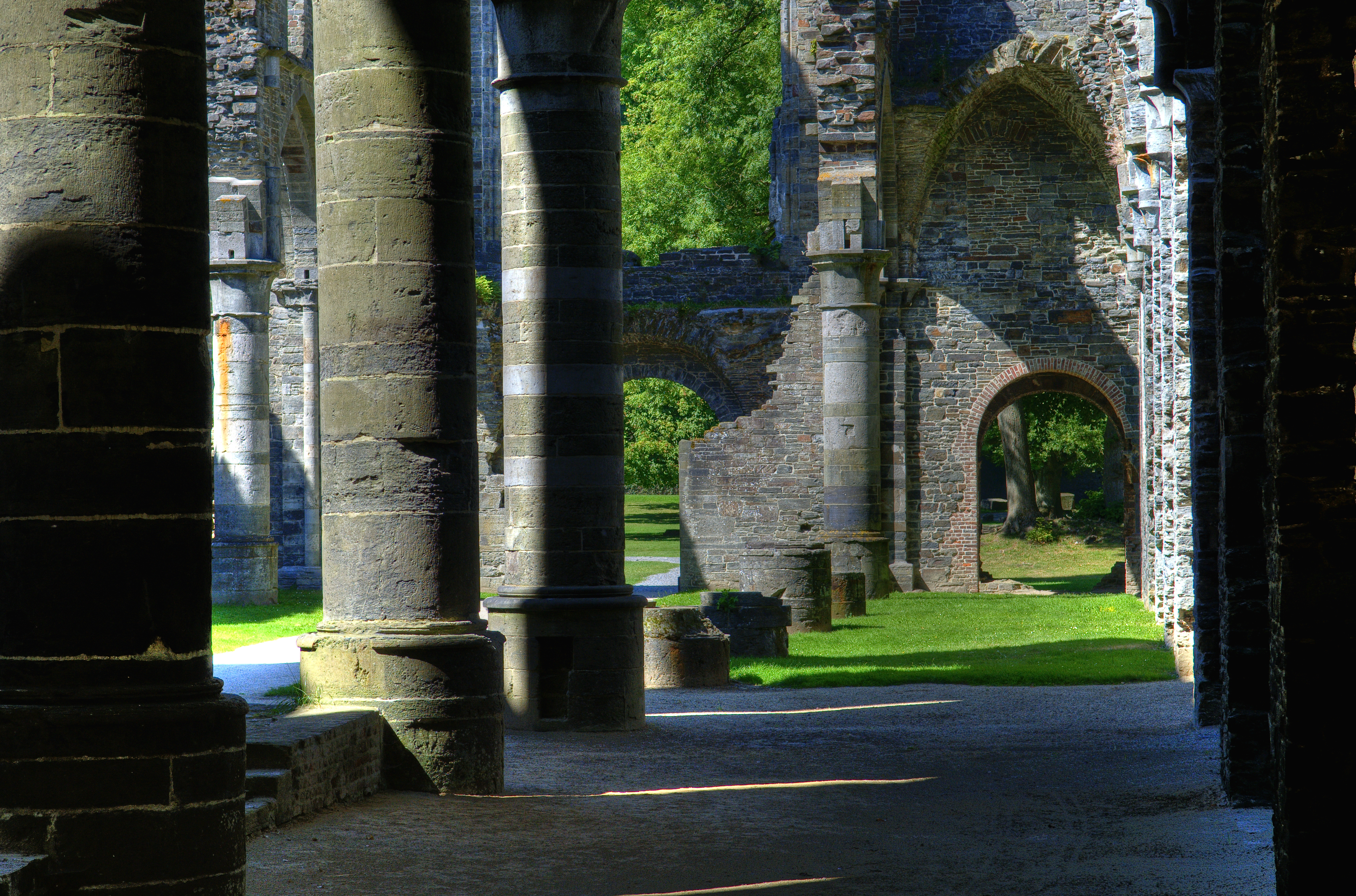
Colonnes dans l'église abbatiale.

L’église est le bâtiment le plus imposant des ruines (94 m de longueur, voûtes de la nef culminant à 23 m) et compte parmi les premiers édifices de style et de structure gothiques de Belgique. La construction de l’abbatiale débute en 1197 en style roman, comme en témoigne le porche. Par la suite, dès 1210, et ce par phases jusqu’en 1267, on adopte le style gothique, plus élancé et plus lumineux, tout en maintenant rigueur et sobriété dans la décoration, caractéristiques de l’esthétique cistercienne. Une des particularités de l’église est l’emploi répété d’oculi (baies circulaires) combinés avec des fenêtres en lancette qui font du chœur une construction unique en son genre.
Cette église gothique conserve les caractères typiquement cisterciens : dépouillement, muralité et adaptation des espaces à une liturgie spécifique.
Elle est construite en un mélange de pierre bleue et moellons de grès, avec également un peu de calcaire plus tendre et clair. Elle se caractérise par l'ampleur de ses volumes, associée à une grande simplicité des lignes et au dépouillement du décor, comme les chapiteaux lisses et non sculptés, ce qui en fait un monument typique de l'art cistercien.
À partir de la fin du XIIIe siècle, huit chapelles sont érigées le long du flanc nord de l'église pour abriter des sépultures de laïcs. Au XVIIIe siècle, on réaménage la façade de l’église dans un goût classique.

### Cloître
Le cloître, centre de la vie quotidienne et spirituelle, constitue un passage obligé qui unissait les différentes parties du monastère. Cette cour intérieure, entourée de galeries communiquait avec les différentes salles des bâtiments conventuels : l’église abbatiale, l’aile des moines, l’aile du réfectoire et l’aile des convers.
À l’Ouest, la ruelle des convers, espace distinct du cloître, était un lieu de passage et de rassemblement pour les convers. Au XVe siècle, elle est supprimée. Le cloître, agrandi, devient rectangulaire. Le lavatorium ou lavabo, constitué au XVe siècle de trois bassins longitudinaux, était situé à proximité de l’entrée du réfectoire des moines.
Le tombeau de Gobert d’Aspremont, situé dans la galerie orientale du cloître, était l’une des principales curiosités de l’abbaye. Le gisant est une reconstitution libre réalisée en 1929. La splendide rosace au fond de l’enfeu est une reconstitution fidèle due à Charles Licot.

### Aile des convers
L’aile des convers comprenait plusieurs bâtiments : au Sud le réfectoire, contre l’église le cellier et un dortoir à l’étage. À l’Ouest de ce bâtiment se trouvait l’infirmerie des convers.

### Cuisine
La cuisine est une pièce (125 m2) située entre les réfectoires des moines et celui des convers. Il subsiste les bases d’une grande cheminée à foyer central.

### Réfectoire des moines
Le réfectoire des moines, construit au XIIIe siècle, est une grande pièce (474 m2) divisée en deux nefs par une rangée de cinq colonnes portant de hautes voûtes d’ogives. À l’origine, il était éclairé grâce aux onze grandes fenêtres à lancettes géminées surmontées d’un oculus. Il était surmonté de deux étages : le premier a peut-être servi de complément au dortoir des moines et de vestiaire ultérieurement; le second, abritant la charpente, a pu rester inoccupé.

### Chauffoir
Le chauffoir était, au XIIIe siècle, l’unique salle chauffée de la communauté et la seule, avec les cuisines, à posséder une cheminée. Il perd progressivement son rôle à la suite de la multiplication des cheminées dans l’Abbaye. Au XVIIIe siècle, le chauffoir sert de réfectoire d’hiver aux moines.

### Dortoir des moines
À l’origine, le dortoir était une grande salle commune où chaque moine disposait d’un lit. Par la suite, le dortoir est divisé en cellules individuelles.
Du côté de l’église, une porte donne accès à l’escalier des matines emprunté par les moines pour l’office de nuit.

### Parloir
Le parloir ou auditorium est une pièce allongée qui servait de bureau du prieur. C’était le seul lieu du monastère où les moines étaient autorisés à se parler, sous la surveillance du prieur.

### Salle du chapitre

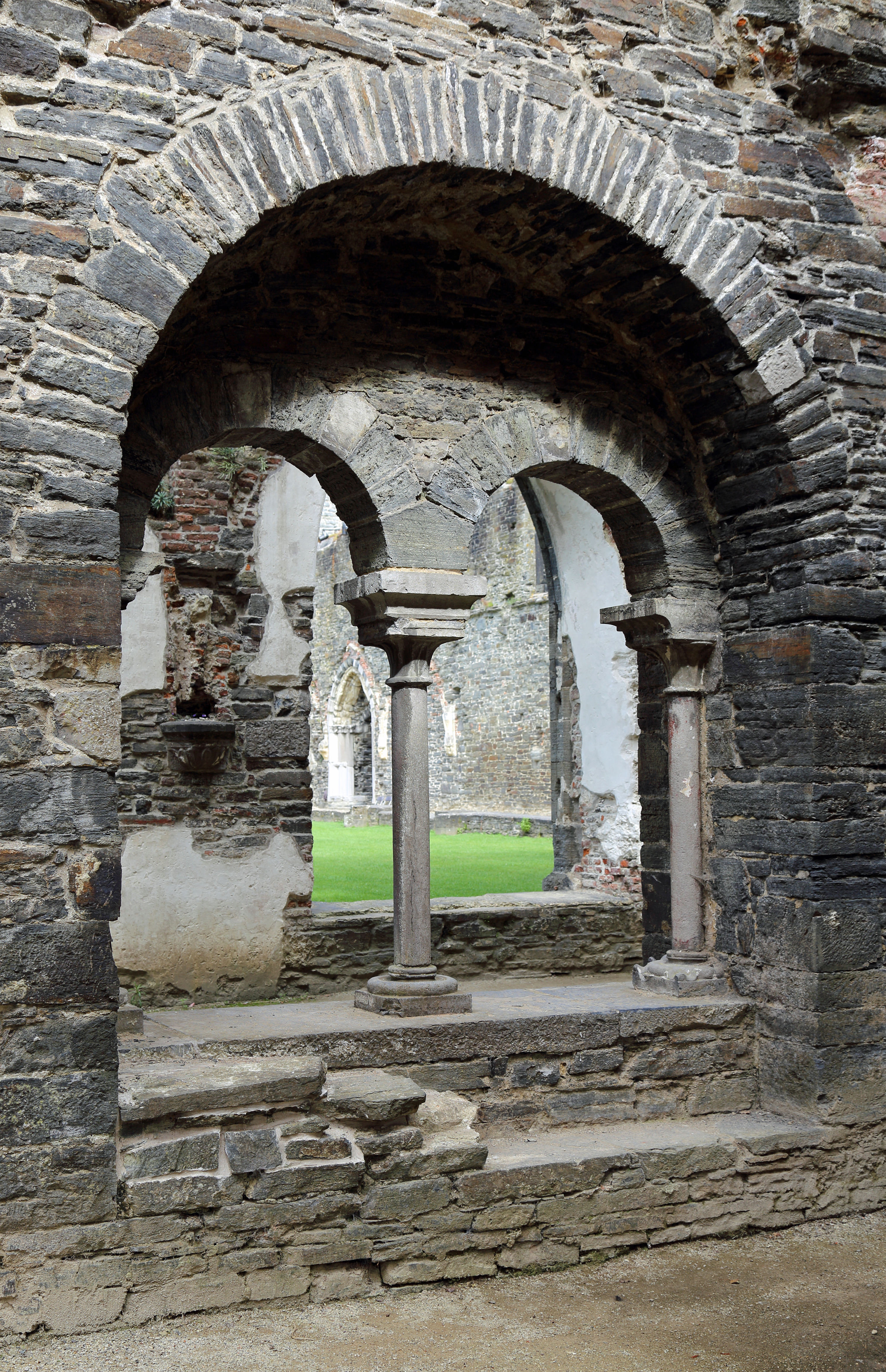
Salle du chapitre de l'Abbaye de Villers

Remaniée au XVIIIe siècle, il subsiste encore dans cette salle une admirable fenêtre jumelée datant de l’époque romane : ce biforé est l’élément architectural intact le plus ancien de l’abbaye.

### Armarium
L’armarium, ou bibliothèque, était une petite pièce destinée à ranger les ouvrages que les moines empruntaient pour lire dans le cloître et aux offices.

### Salle des moines
La salle des moines, parfois nommée scriptorium ou salle commune, était un lieu affecté à l’étude et aux petits travaux. Elle n’était pas cloisonnée à l’origine.

### Sacristie
Au XVIIIe siècle, les vêtements liturgiques se multiplient, et la sacristie médiévale où étaient conservés vases sacrés, vêtements, livres et reliques devient trop exiguë.
La sacristie est alors agrandie et occupe tout le rez-de-chaussée de ce bâtiment en brique. Les étages accueillent 26 chambres monastiques qui complètent celles aménagées dans le dortoir des moines.

### Infirmerie des moines
L’infirmerie des moines, érigée au XIIIe siècle, comprenait une succession de fenêtres et d’armoires murales. Au XVIe siècle, elle est transférée à l’étage de l’ancien bâtiment des convers. Au XVIIIe siècle, le rez-de-chaussée de l’ancienne infirmerie devient le noviciat et une nouvelle bibliothèque est construite à l’étage.

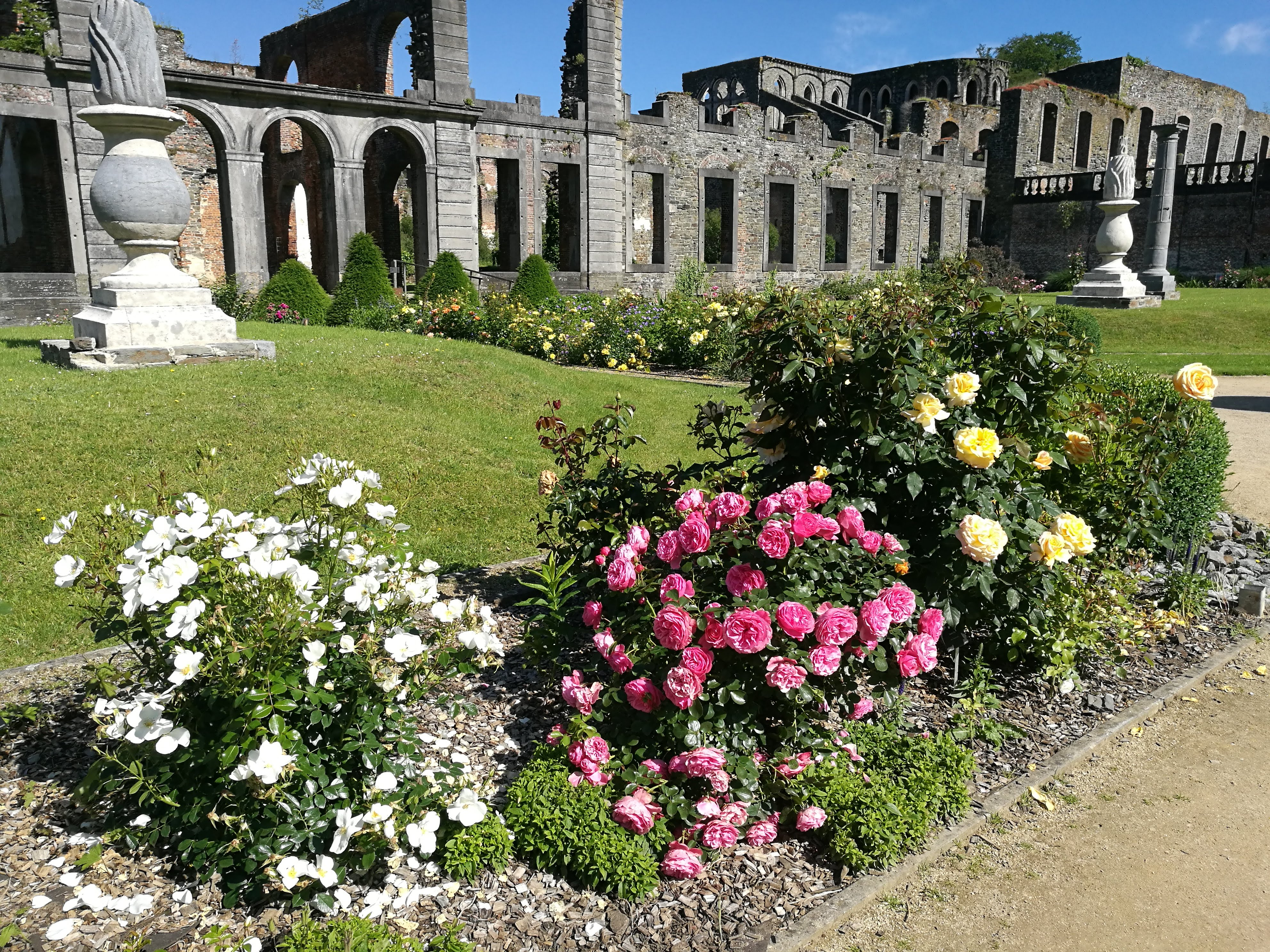
Jardins de l'abbé à l'Abbaye de Villers-la-Ville

### Palais abbatial, jardins
Le palais abbatial, résidence de l’abbé, est construit en 1720-21 dans un style néoclassique. Il était précédé d’une cour d’honneur et agrémenté de jardins en terrasses avec fontaines et parterres.

### Prisons

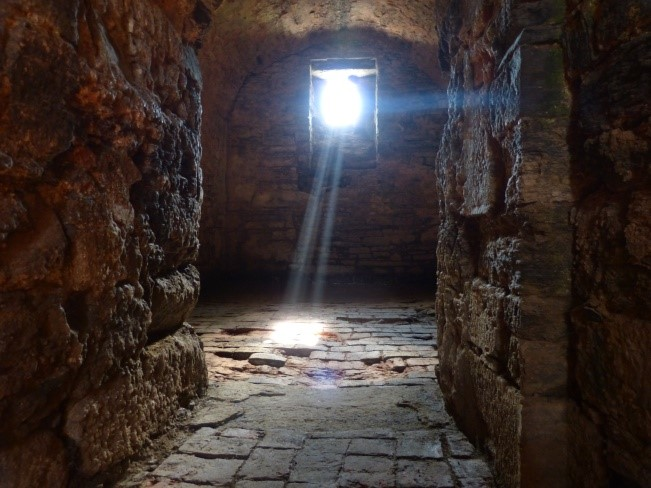
Prisons de l'Abbaye de Villers

Le bâtiment des prisons, datant du XIIIe siècle, comprend quatre cellules côté sud communiquant avec une pièce allongée, côté nord. Chaque cellule d’une superficie de 12 m2, est voûtée d’un berceau en plein cintre, est éclairée par une étroite fenêtre et comprend une latrine individuelle.

### Chapelle Notre-Dame de Montaigu
Située sur la colline de la Garenne, au sommet d’un escalier monumental de 125 marches, cette chapelle est consacrée en 1616. De plan octogonal, elle est érigée dès 1613 et abritait une statuette miraculeuse de Notre-Dame de Montaigu, offerte à l’Abbaye par l’évêque d’Anvers.

### Chapelle Saint-Bernard
Erigée en 1715, cette chapelle se trouve au sommet de la colline du Robermont, au nord de l’église.
Elle rappelle une légende ancestrale. Saint Bernard, en visite à Villers en 1147, aurait désigné l’emplacement définitif de l’abbaye du haut de cette colline, en y plantant son bâton. Celui-ci se mua en un chêne, longtemps vénéré à cet endroit.

### Moulin
Le moulin principal a été remanié durant les deux derniers siècles, mais il présente encore d’importantes parties médiévales. Sa construction se situerait entre 1197 et 1200, soit cinquante ans après la fondation de l’abbaye.

### Ferme de l’abbaye
La ferme de l’abbaye se trouve au sommet du plateau, au sud de l’abbaye, à l’intérieur du grand enclos. Cette ferme couramment appelée la « Basse-Cour », apparaît pour la première fois dans les sources en 1543. Elle connaît plusieurs phases de construction ; 1609-1621, 1714 et 1748-1759. L’ensemble forme un quadrilatère fermé, typique des grosses censes brabançonnes du XVIIIe siècle.

## L'abbaye de Villers et le cinéma
L'abbaye de Villers a été utilisée comme lieu de tournage pour diverses productions audiovisuelles, y compris des longs métrages, des courts métrages et des séries télévisées. :
- 1974 : Les démoniaques (film) réalisé par Jean Rollin[11]

- 2012 : Sanctuary's battle (court-métrage) réalisé par Emre Olcayto[12]
- 2018 : Sense8 (série télévisée) réalisée par Lana et Lilly Wachowski[13]

## Galerie

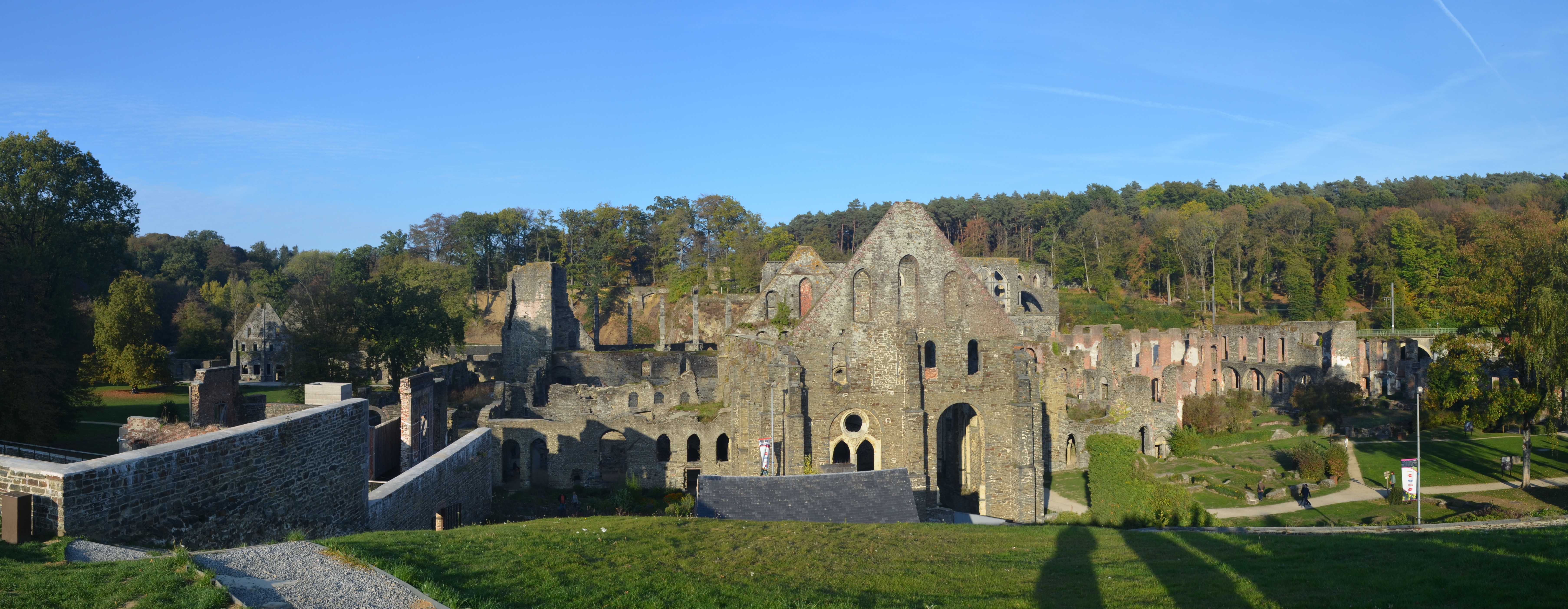
Vue panoramique depuis le sud.

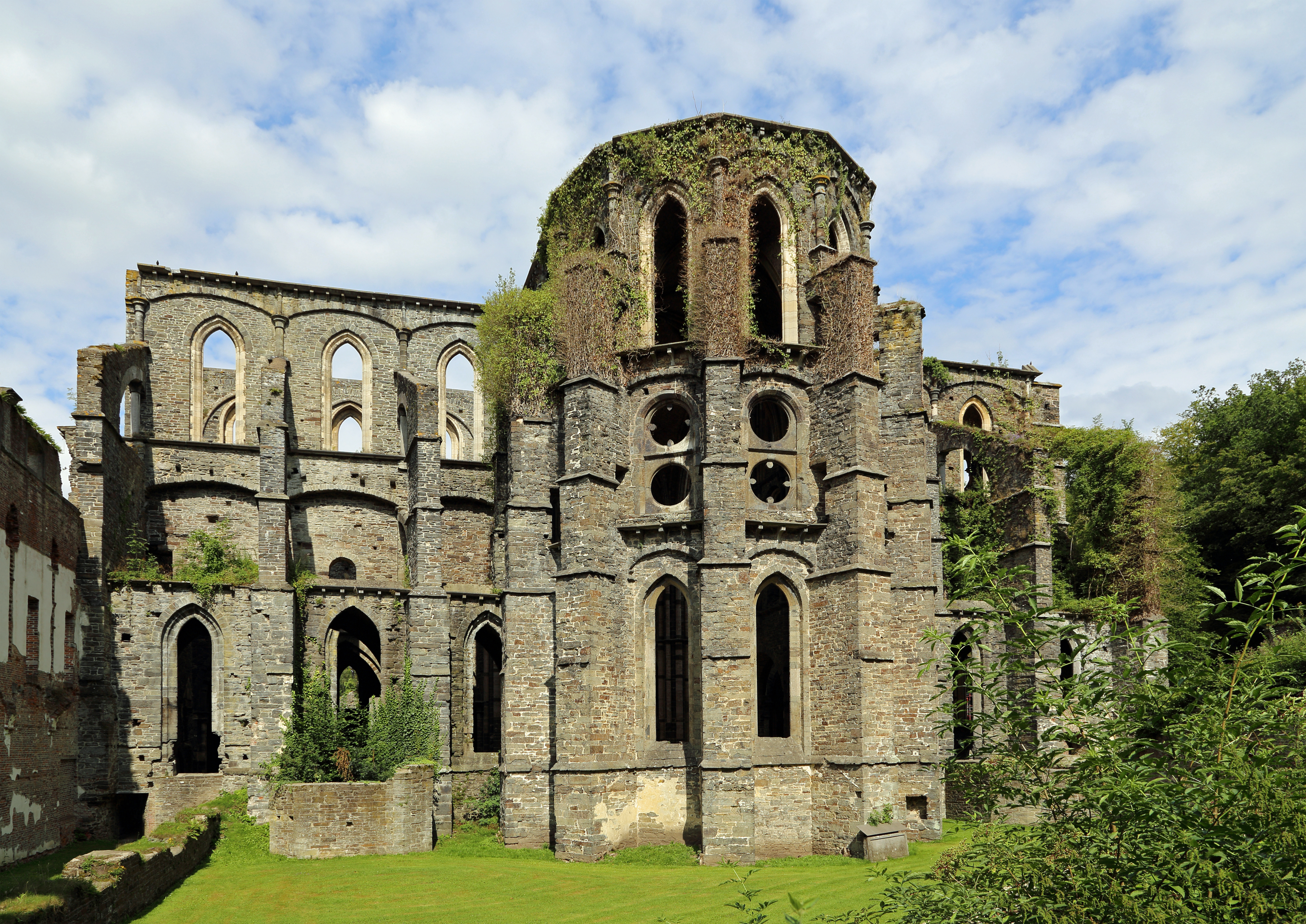
Chevet de l'abbatiale.
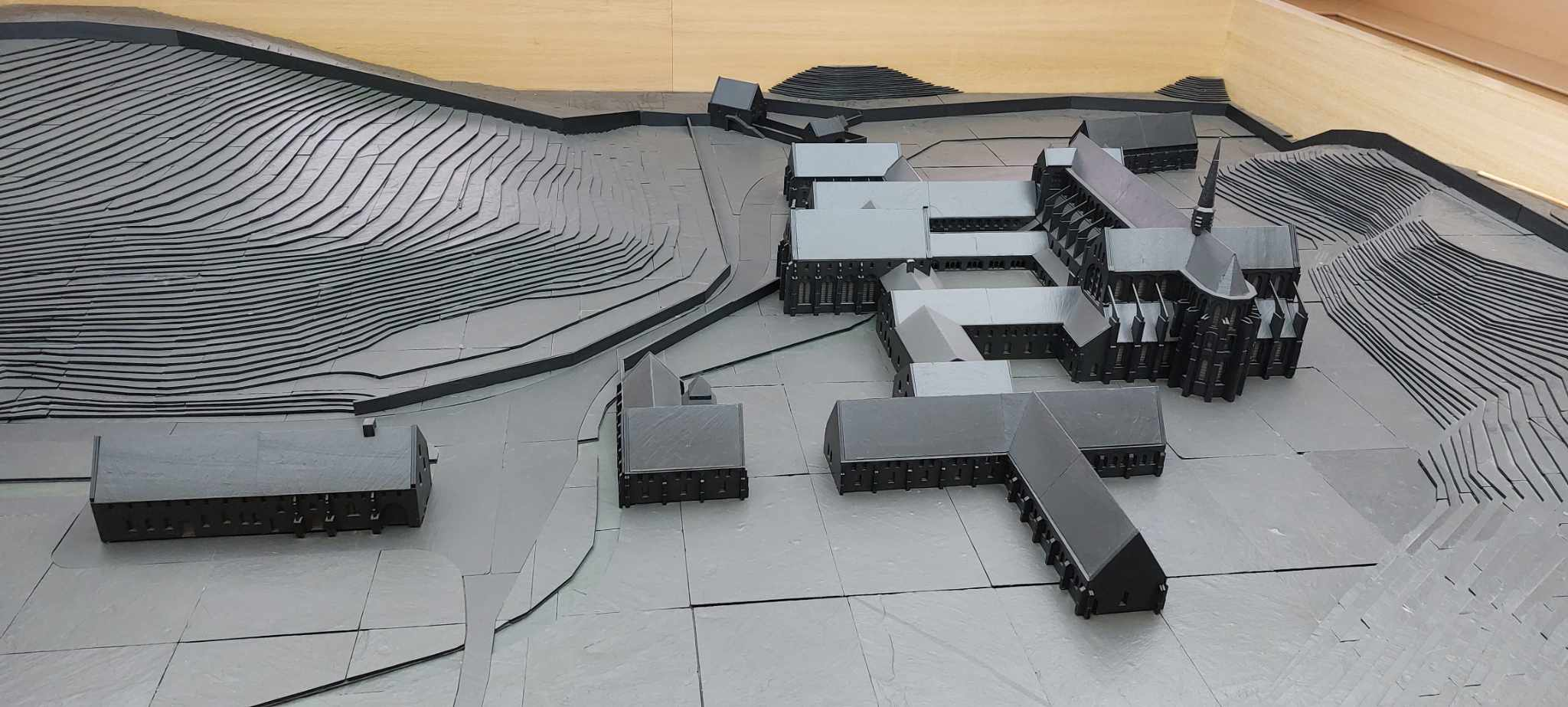
Maquette de l'Abbaye de Villers
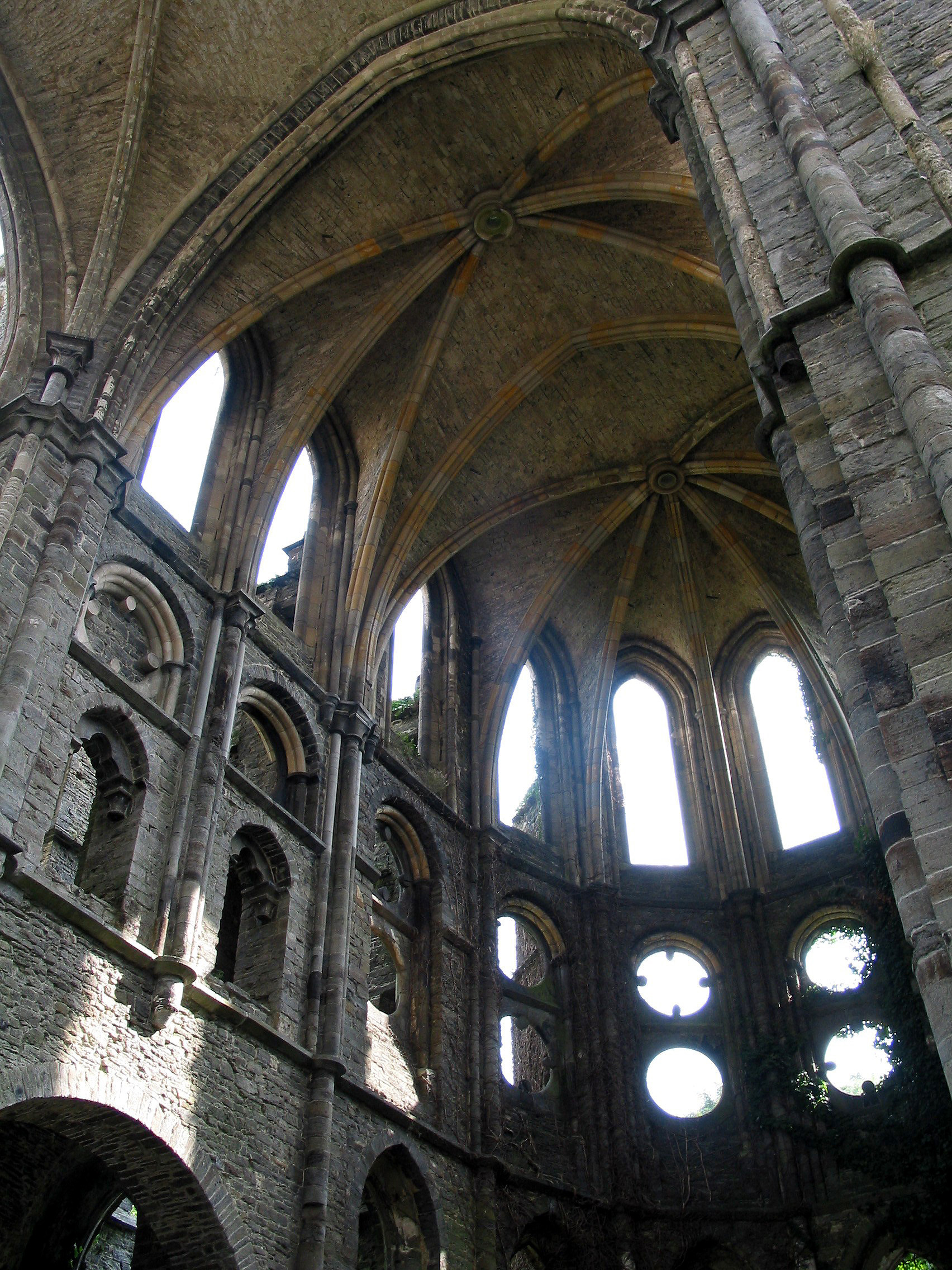
Chœur de l'abbatiale.
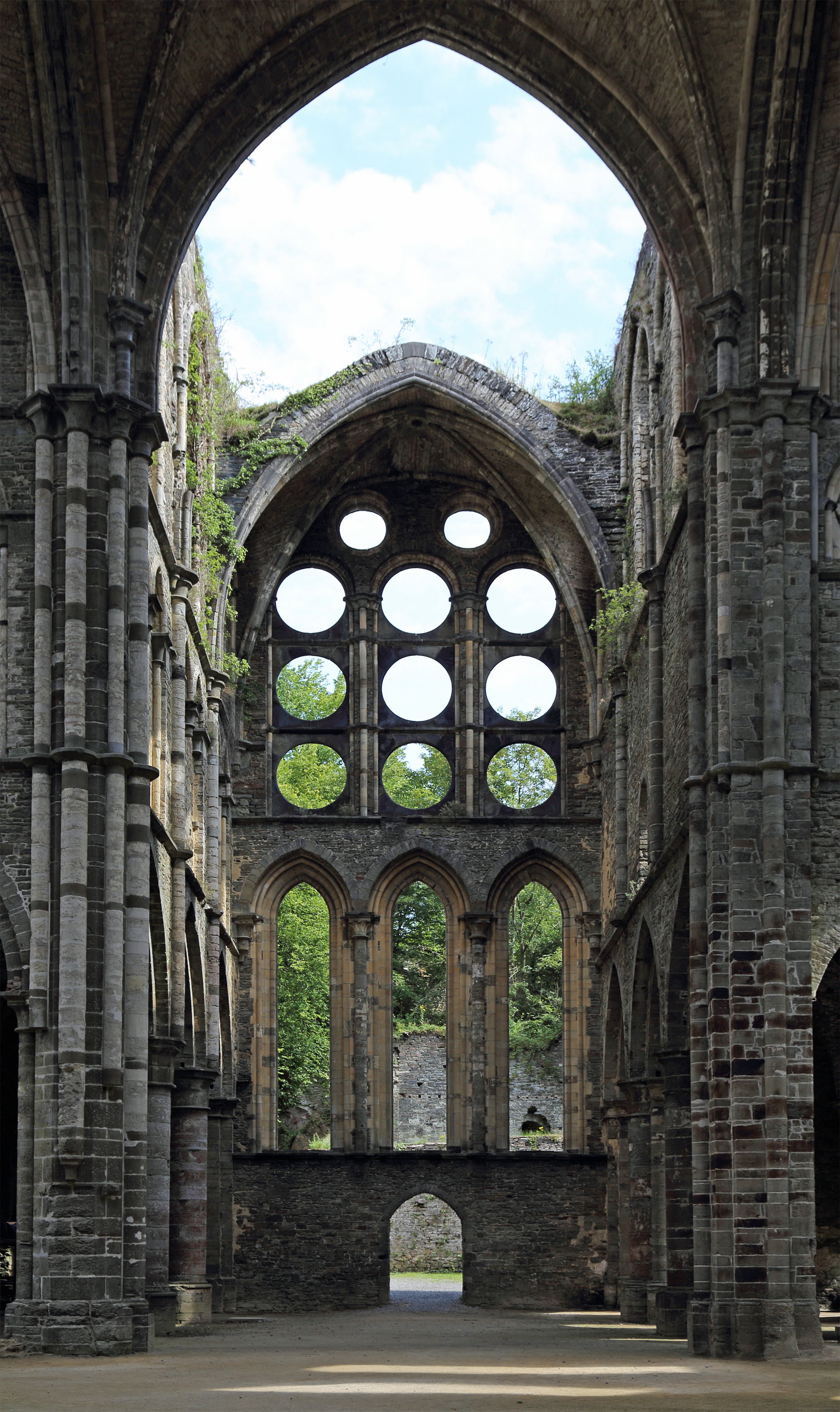
Transept nord de l'abbatiale.
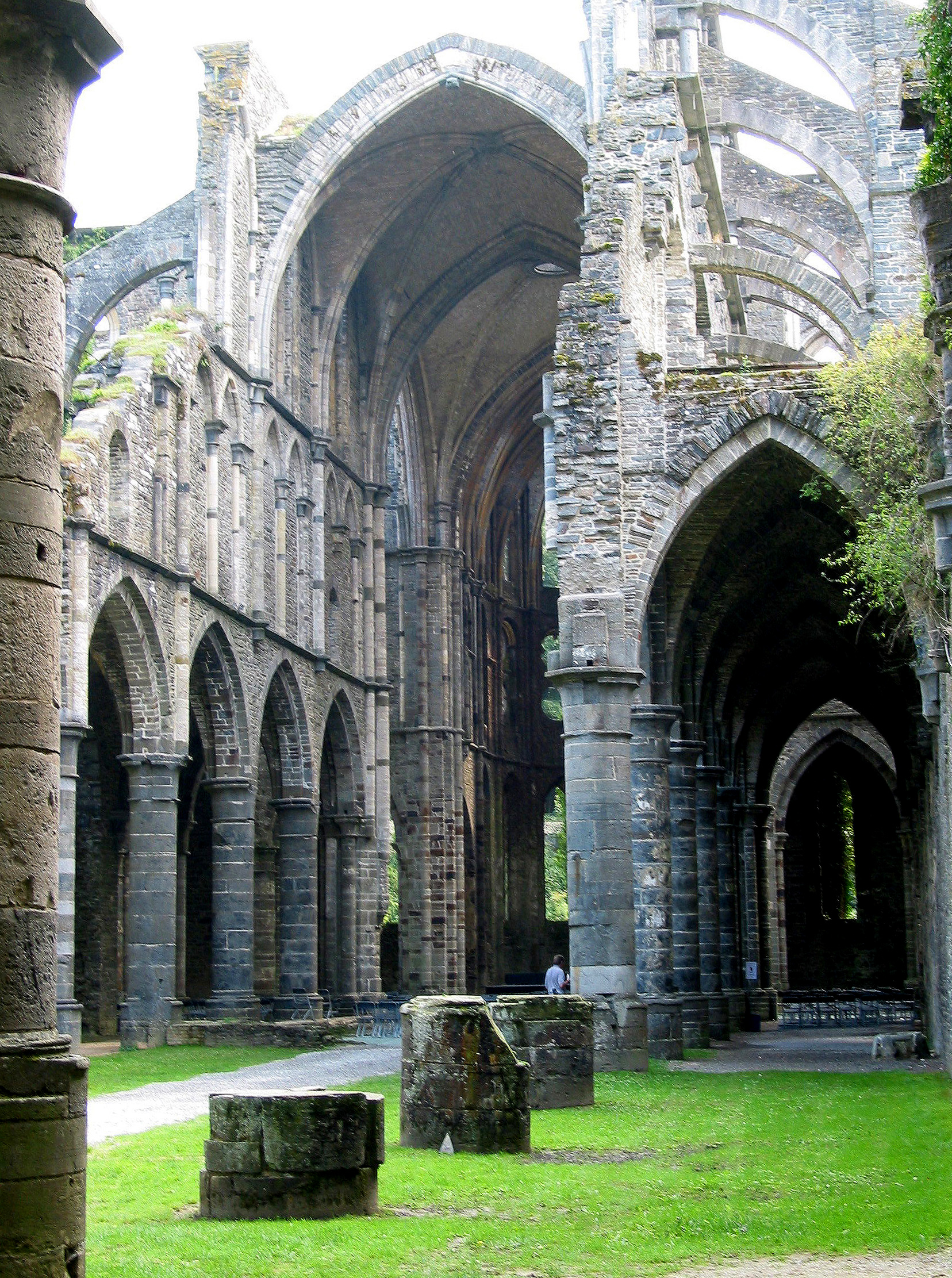
L'abbatiale.
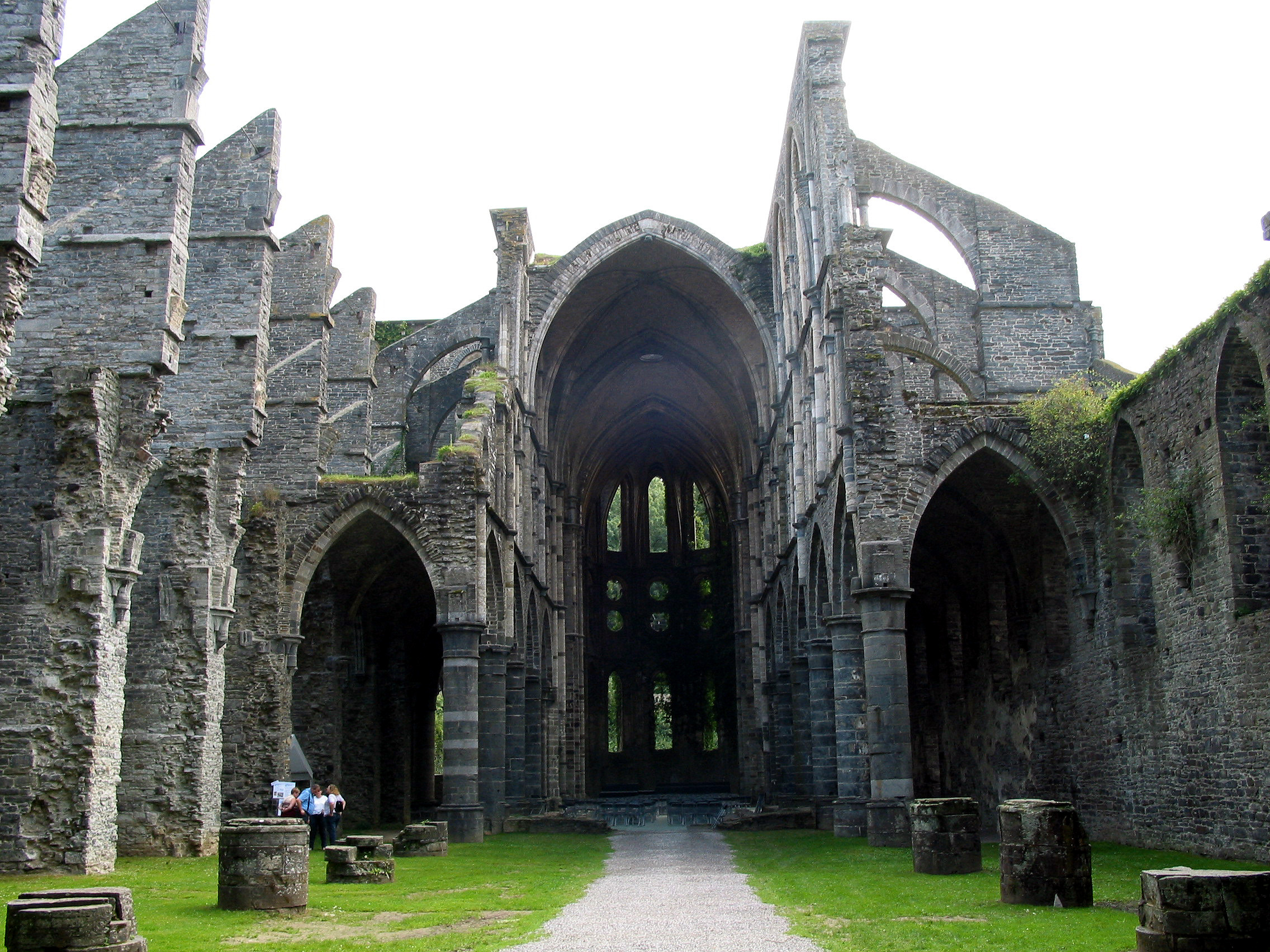
L'abbatiale.
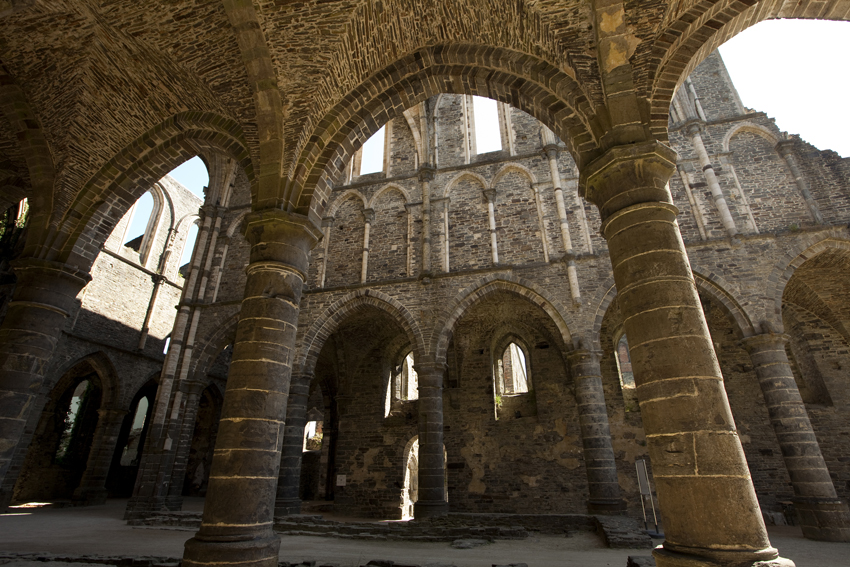
Arcades gothiques de l'abbatiale.
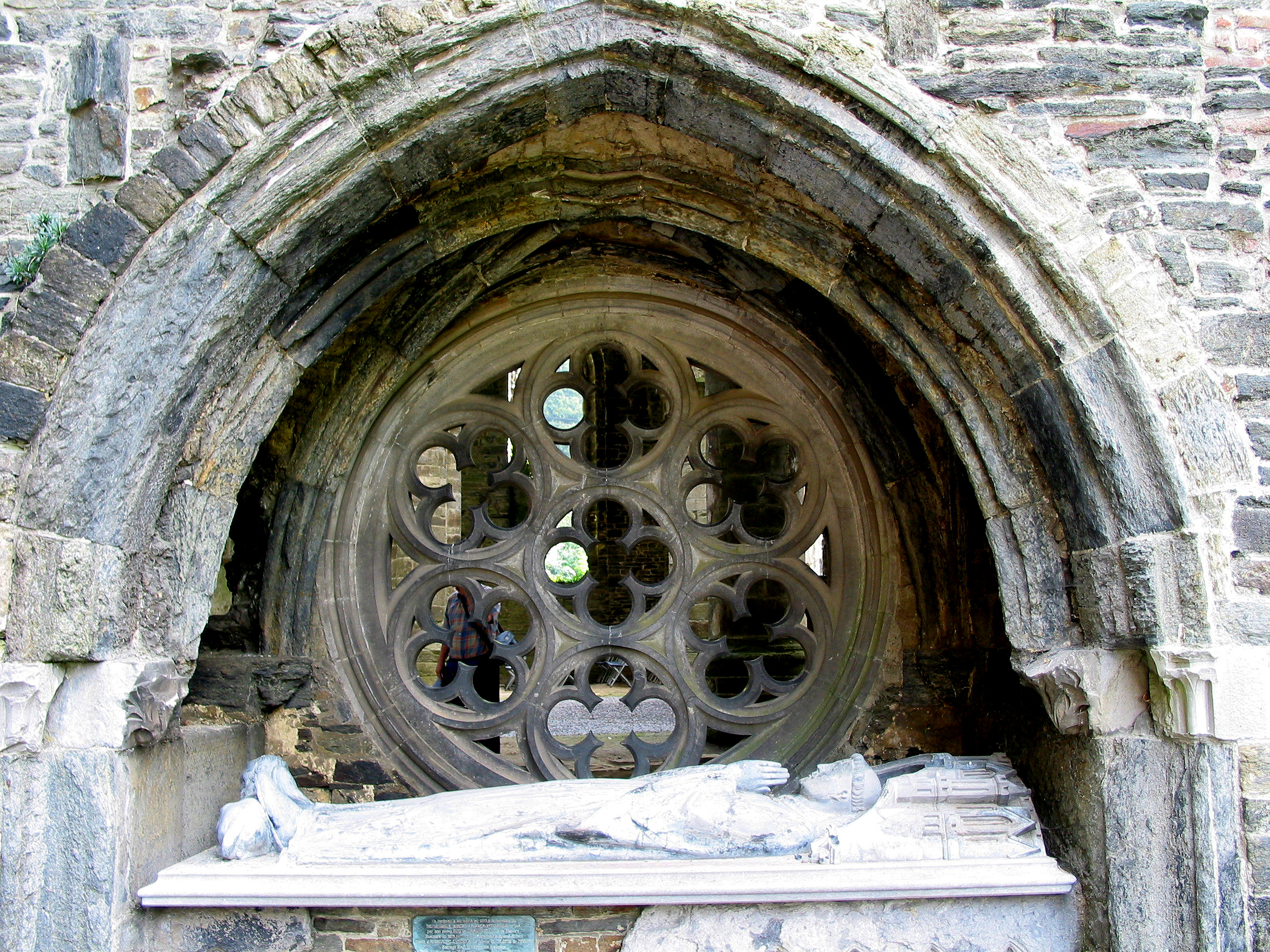
Gisant du comte Gobert d’Aspremont.
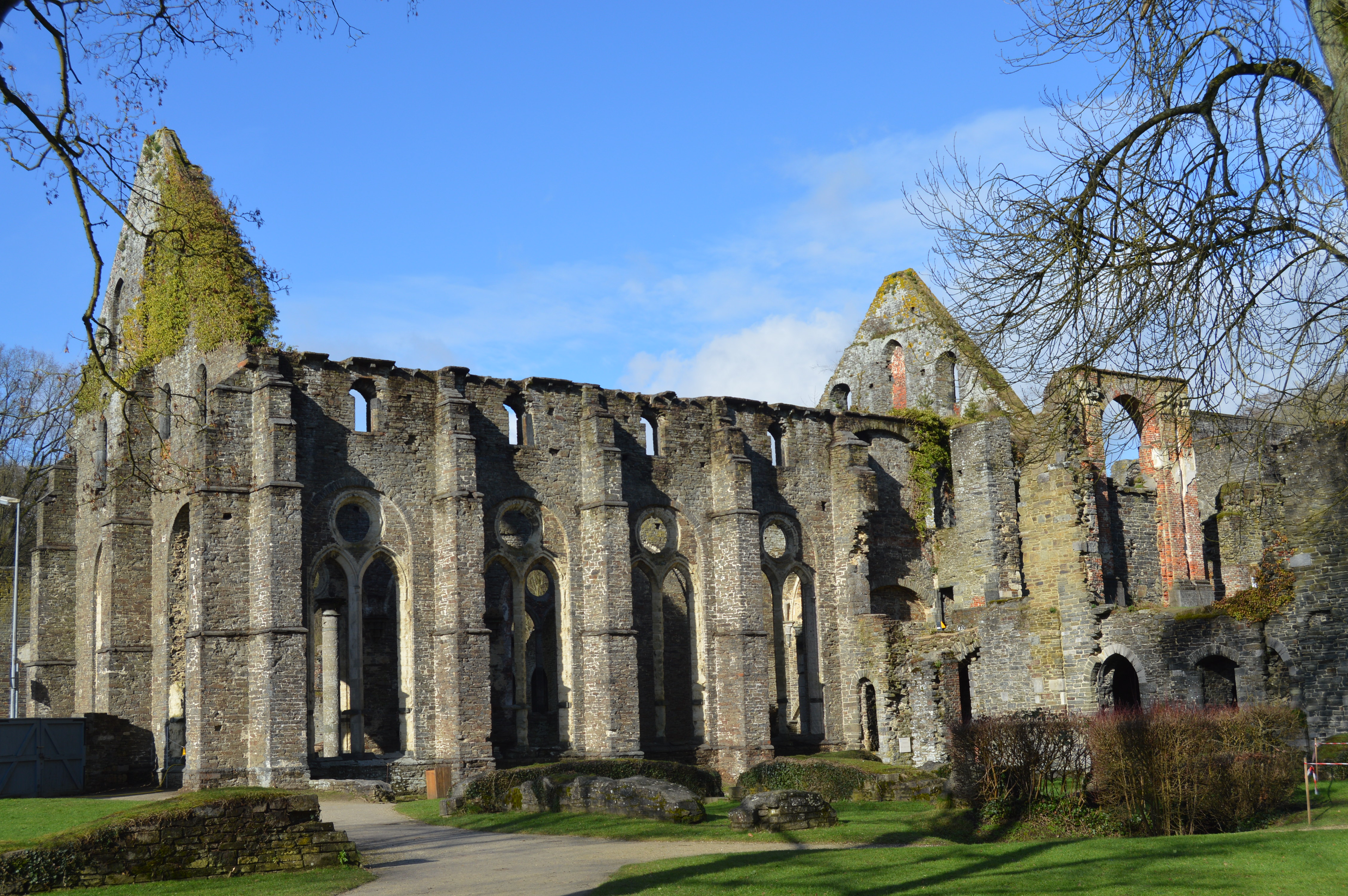
Le réfectoire des moines
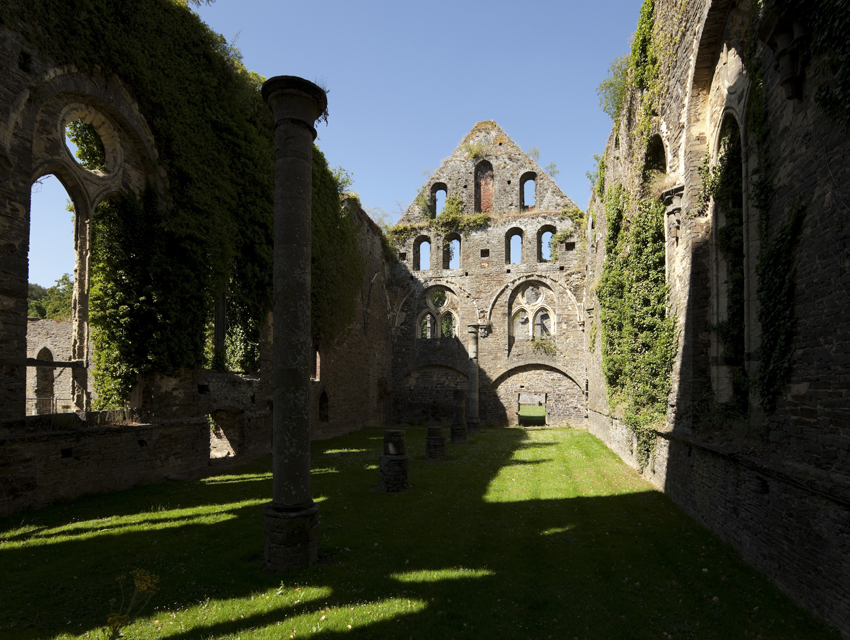
Intérieur du réfectoire.
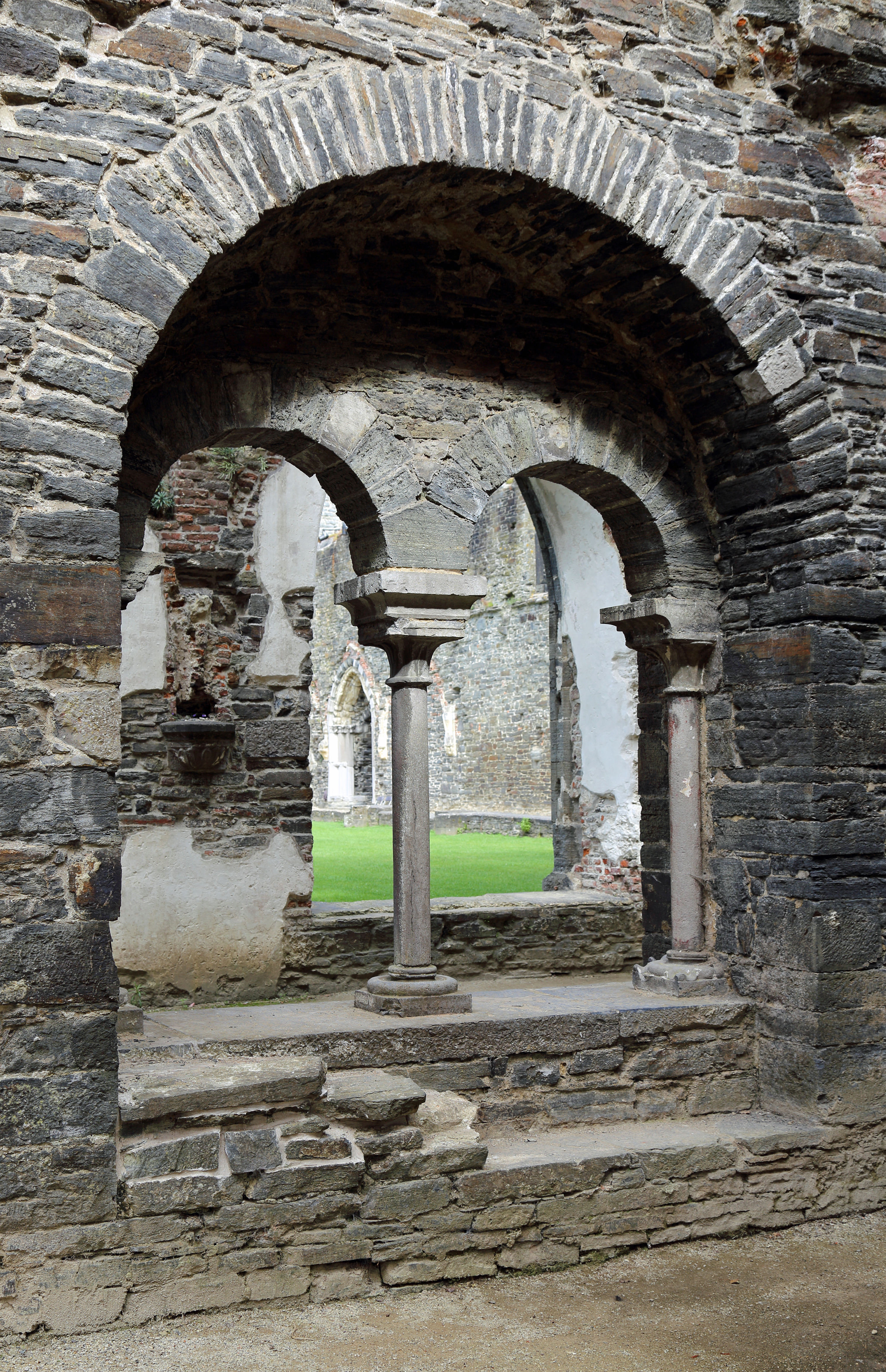
Baie romane de l'ancienne salle capitulaire, XIIe siècle.
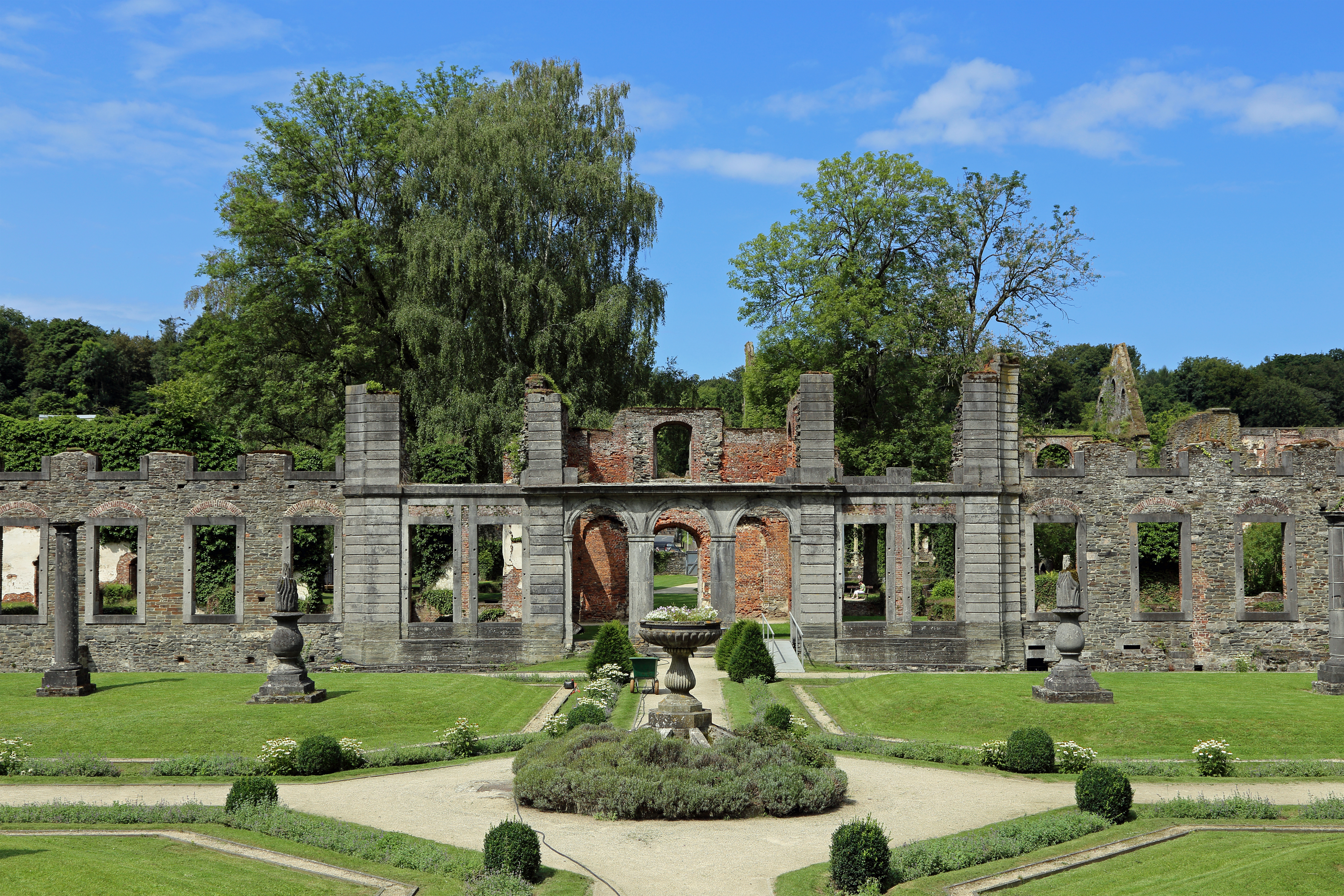
Ruines des bâtiments abbatiaux classiques avec jardins.
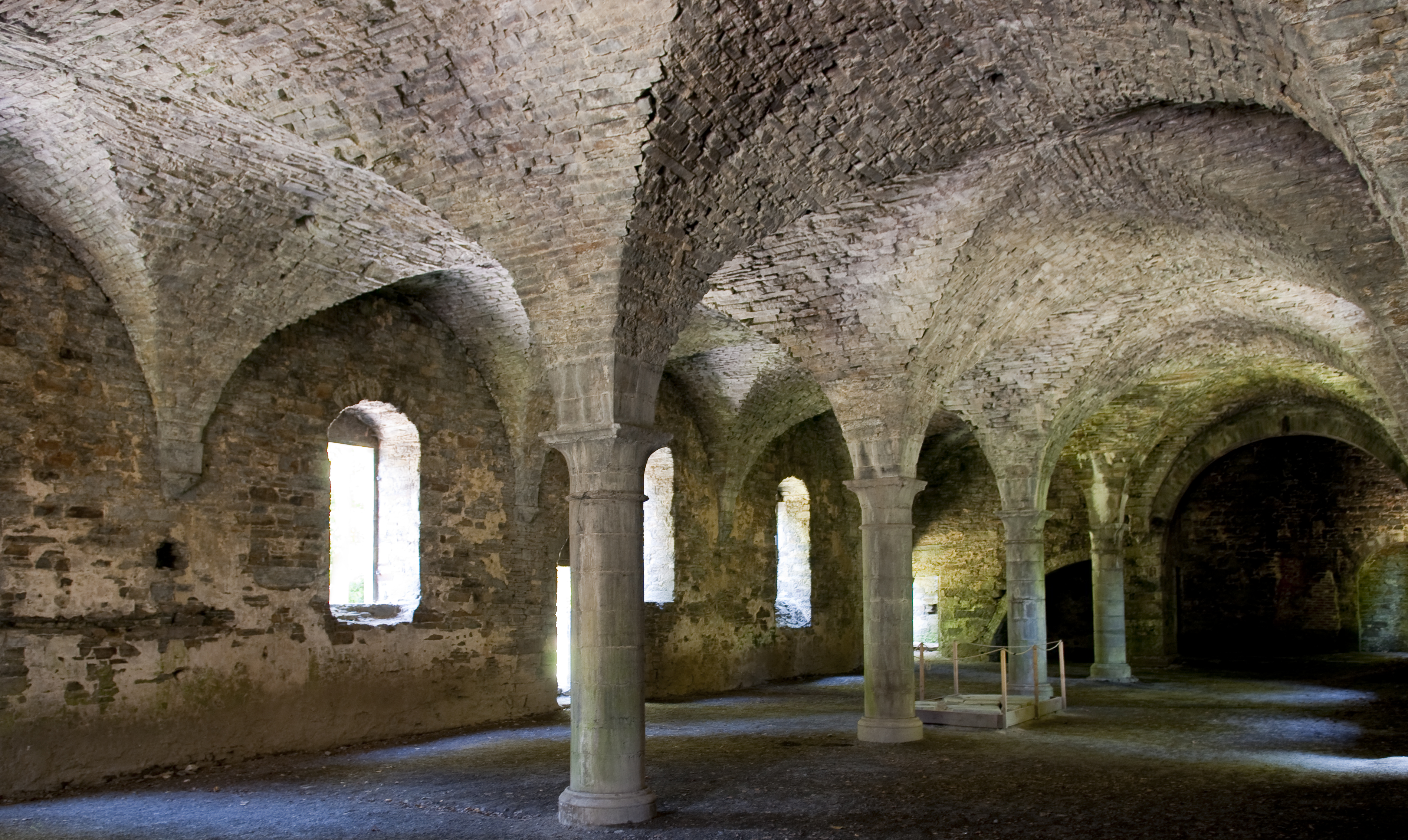
Ancienne brasserie.
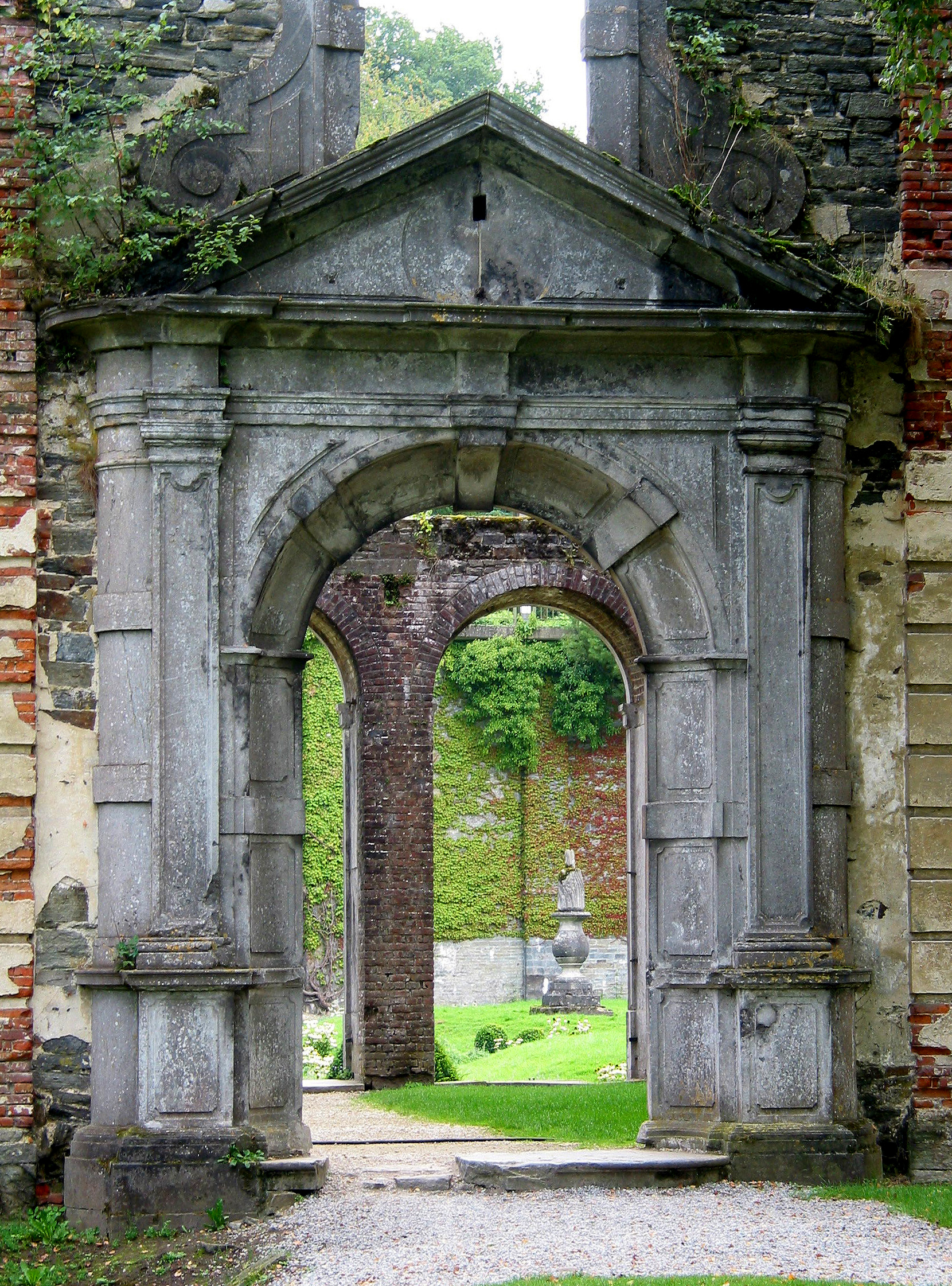
Perspective entre des arches.
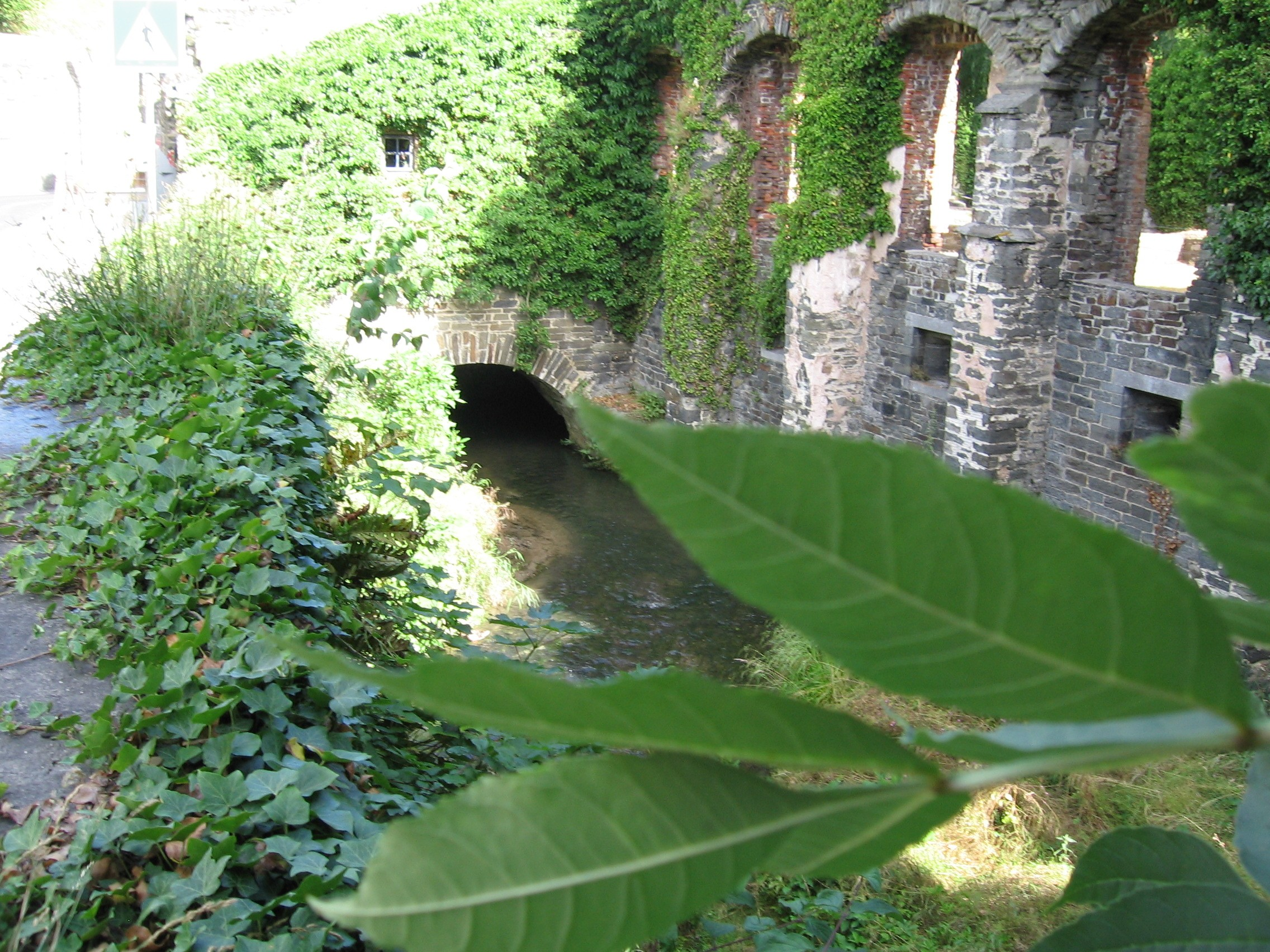
La rivière Thyle passant dans les ruines de l'abbaye.
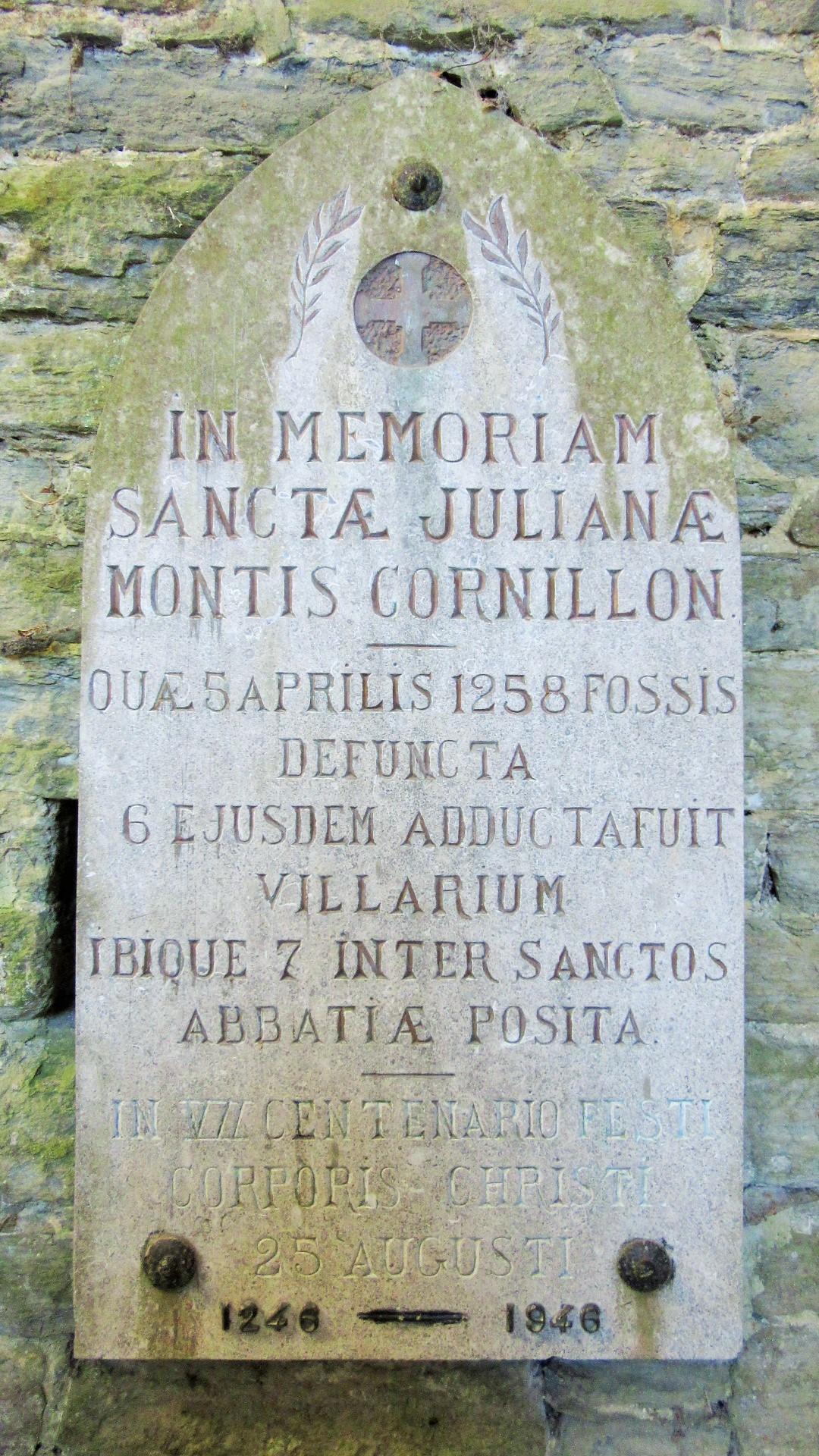
Pierre en mémoire de sainte Julienne de Cornillon.